# 地球連邦軍の艦船およびその他の兵器
地球連邦軍の艦船およびその他の兵器では、『機動戦士ガンダム』を初めとする「宇宙世紀」を舞台とする作品に登場する、地球連邦軍およびそこから派生する組織に所属する架空の戦艦やその他の兵器について解説する。

## U.C.0001（ラプラス事件）
『機動戦士ガンダムUC』に登場したもの。

## U.C.0079 - 0080（一年戦争）
この節では『機動戦士ガンダム』ほか、一年戦争を舞台とした作品に登場するものを扱う。

### 宇宙艦

#### サラミス（巡洋艦）
宇宙軽巡洋艦。

#### ペガサス級強襲揚陸艦

##### ペガサス
小説版『機動戦士ガンダム』、『『モビルスーツバリエーション』、『機動戦士ガンダム ギレンの野望』シリーズなどに登場。

##### ホワイトベース
『機動戦士ガンダム』に登場。アムロ達が搭乗する母艦として登場する。

##### ホワイトベースII
『モビルスーツバリエーション』、漫画『機動戦士ガンダム C.D.A. 若き彗星の肖像』に登場。形状はホワイトベースによく似ている。宇宙世紀0083年3月、サイド3宙域にてデラーズ・フリートへモビルスーツ (MS) を移送しようとするジオン公国残党を捕捉して交戦するが、G-3ガンダムを含む所属MS6機を行動不能にされて追撃を断念する。

##### サラブレッド
ゲーム『機動戦士ガンダム外伝 宇宙、閃光の果てに…』『機動戦士ガンダム戦記』に登場。外装は宇宙空間で視認され難いブルーグレーで塗装され、レーザー攪乱幕の特殊弾頭を装備するなど、隠密行動に配慮して設計された。一年戦争時には第16独立戦隊の旗艦として活躍し、グラナダでの和平交渉へ向かうジオン公国首相ダルシア・バハロの護衛任務に就いた。宇宙世紀0081年には、ジオン軍残党による「水天の涙作戦」の阻止任務に就いた「ファントムスイープ隊」の母艦として運用された。
乗組員
艦長
- キルスティン・ロンバート(宇宙世紀0079年)
- スチュアート(宇宙世紀0081年,漫画版)

パイロット
- ルース・カッセル(宇宙世紀0079年)
- フォルド・ロムフェロー(宇宙世紀0079年)
- ウェスリー・ナバーロ(宇宙世紀0079年,漫画版)
- ダリル・ボイド(宇宙世紀0079年,漫画版)
- カーク・ウォルバーグ(宇宙世紀0079年,漫画版)
- ユーグ・クーロ(宇宙世紀0081年)
- ロブ・ハートレイ(宇宙世紀0081年)
- カマル・クマル(宇宙世紀0081年)
- ハイメ・カルモナ(宇宙世紀0081年)

ブリッジ要員
- ミユ・タキザワ(宇宙世紀0079年,オペレーター)
- マオ・リャン(宇宙世紀0081年,オペレーター)

メカニック
- アニー・ブレビッグ(宇宙世紀0079年,整備担当)
- ボブ・ロック(宇宙世紀0081年,整備長)

艦載機
- RX-78-4 ガンダム4号機 (宇宙世紀0079年)
- RX-78-5 ガンダム5号機 (宇宙世紀0079年)
- RX-77-2 ガンキャノン (宇宙世紀0079年)
- RX-78-7 ガンダム7号機 (宇宙世紀0081年)
  - FA-78-3 フルアーマーガンダム7号機 (宇宙世紀0081年)

- RX-81AS ジーライン アサルトアーマー (宇宙世紀0081年)

##### トロイホース
『モビルスーツバリエーション』に登場。また、グレイファントムも初期設定ではトロイホースと呼ばれていた。

##### グレイファントム
OVA『機動戦士ガンダム0080 ポケットの中の戦争』『機動戦士ガンダム0083 STARDUST MEMORY』に登場。

##### ブランリヴァル
劇場アトラクション『GUNDAM THE RIDE』、ゲーム『ジオニックフロント 機動戦士ガンダム0079』、漫画『機動戦士ガンダム MSV-R ジョニー・ライデンの帰還』に登場。艦籍番号：SCV-73。ペガサス級5番艦。形状や色はホワイトベースによく似ている。ジャブロー防衛戦では、停泊中に敵の攻撃を受け未完成のガンダム6号機を出撃させるも撃破され、艦自体も大破した。その後はア・バオア・クー戦に参戦し、戦場を離脱してきた移民達が乗ったランチと護衛のジム2機を着艦させる。その際、突っ込むようにデッキに進入したため、搭載機のG-3ガンダムに激突し、同機は中破した。0090年時点でも現役であり、ゴップ議長の命を受けてイングリッド0のヘビーガンダムとヴァースキ隊の母艦として行動する。艦長はココノエ大佐。

##### トリビューン
漫画『アウターガンダム』に登場。艦籍番号は不明だが、艦体各部には艦名とともに「005」と記されている。戦闘空母。第七艦隊の旗艦としてソロモン攻略戦およびその前哨戦に参加した。基本的な艦型はグレイファントムなどと同一。搭載機にゼファーガンダムがある。

##### スレイプニール=改
漫画『NIGHT=HAWKS!』に登場。艦籍番号：不明。強襲揚陸艦。カラー不明。全体的な形状はホワイトベースによく似ているが、船体左右前方のMSデッキ部分がサラミス級宇宙巡洋艦をそのまま取り付けたような形状であり、MSのカタパルトはサラミス改同様の露天型の物が各MSデッキの下面側に2条ずつ（合計4条）装備されている。MSデッキの外側側面と上面には単装砲、先端には固定型ミサイル発射管などサラミス級同様に確認できる。中央船体の大型ハッチは残されており、艦橋前方の大型連装砲塔と側面のシャッター閉鎖式大型メガ粒子砲も連装仕様で装備されている。後部主エンジンブロックの形状はホワイトベース級と同等であるが、中央船体後部に長大なエンジンユニットが装着されている。劇中で戦闘を行う描写は無いが、ジャブロー発進後には地球低軌道でサラミス級を含む11隻の雁行隊形をとっており、その後のシーンで発艦したGM (RGM79A2) 「GM=203号機」がア・バオア・クー戦に参加したとされている。

##### スパルタン
漫画『機動戦士ガンダム サンダーボルト』に登場。強襲揚陸艦。全体的な形状はホワイトベースによく似ているが、それはいわゆる大気圏飛行形態であり、ブリッジや主翼を格納して凹凸の少ない形状となる大気圏突入形態への変形機能を持つ。南洋同盟のタール火山基地攻略中に、サイコ・ザク マークIIの攻撃で撃沈された。

#### マゼラン
主力宇宙戦艦。

#### トラファルガ
小説版『機動戦士ガンダム』が初出。「宇宙空母」と呼ばれ、宇宙戦闘機60機を搭載可能とされる。
『モビルスーツバリエーション』（MSV）では「トラファルガ級」とクラス名になり、マゼラン級戦艦の両舷に開放型のフライト・デッキを増設したものとされ、搭載機数はトマホーク12機あるいはパブリク6隻とされた。ホワイトベース以前に8隻が建造されており、艦種は「全通甲板型支援巡洋艦」となっている。
外観はゲーム『機動戦士ガンダム ギレンの野望 ジオン独立戦争記』のムービーで確認できる。
漫画『機動戦士ガンダム バンディエラ』にマーレ・カルーア少佐の率いる艦隊旗艦として第42話より登場する。
同型艦
トラファルガ
小説版が初出で、レビル艦隊の主力とされる。『MSV-R』では「マゼラン級トラファルガ」と呼ばれている。
ガルバルディ
小説版に登場。カラル中将の艦隊の主力とされる。トラファルガと同型艦であるとは明言されていないが同等の扱いをされており、「空母」と呼ばれ、搭載機数も同じである。
トライアンフ
書籍『マスターアーカイブ 機動戦士ガンダム MSV エースパイロットの軌跡』に登場。ア・バオア・クー攻防戦時のテネス・A・ユング少佐の乗艦とされ、ジム・コマンド宇宙戦仕様を艦載している。
プランダー / ディフェンダー
小説『機動戦士ガンダム ブレイジングシャドウ』に登場。一週間戦争時にサイド4コロニー「ロディニア」に停泊していたが、同コロニーがジオン軍の毒ガス攻撃を受けたため一部住民を収容して出港する。毒ガスがウィルス性のものである可能性からほかのコロニーへの寄港を禁止されたため、以降乗員は「シュテンドウジ」を名乗り、本艦を母艦として海賊行為やジャンク業で生計を立てる。フライト・デッキを改造し、MSの搭載・射出が可能となっている。
その後「シュテンドウジ」は海賊を廃業し、宇宙世紀0085年に民間軍事会社「マリア・シールド」として再生。その際に本艦も改名し、サイド6を拠点に運用されている。

#### ネルソン級MS軽空母
サラミス級改装の軽空母。

#### ノースポール級空母
『MS-X』で設定された。

#### レパント級ミサイルフリゲート
OVA『機動戦士ガンダム THE ORIGIN』に登場する護衛随伴艦。メガ粒子砲こそ１門しかないが、船体各部に多くのミサイル発射管を搭載しており実体弾を駆使した戦闘を展開する。
しかし作中では、ジオン軍のミノフスキー粒子を使用した戦法の前に真価を発揮することなく多数の艦艇が見せ場もなく轟沈している。

### 補助艦

#### コロンブス
COLUMBUS
『機動戦士ガンダム』に登場する宇宙輸送艦（設定画より）。「コロンブス級」とクラス名になったのは『モビルスーツバリエーション』での文字設定から。全長145m、全幅110m。62.2m説もあり。
「補給艦」とされることも多いが、現実世界での補給艦は主に燃料を洋上で補給する艦艇である。ガンダムシリーズの世界ではモビルスーツや補給物資などを全て合わせて運ぶ事のできる輸送艦艇の事を指している。
両舷に設けられた巨大なカーゴベイが特徴で、双胴船のような艦形となっている。船体の大部分を積載スペースとしているため、ジムタイプMS50機もの運搬が可能とされ、100機とする書籍もある。固定武装は小説版で「前後左右上下に対空ミサイル六門」を持つが気休め同然とされる。劇中ではソーラ・システムを構成する小型ミラーパネルの運搬や、兵站拠点の構築などの後方任務に従事する様子が描かれていた。
漫画『機動戦士ガンダム THE ORIGIN』では、一年戦争開戦に合わせてカーゴスペースにカタパルトを搭載するなどといった簡易改修を実施して宇宙戦闘機の運用能力が付与されており、ルウム戦役において宇宙戦闘機セイバーフィッシュを艦載機とした簡易護衛空母として投入されている。
一年戦争末期の大規模作戦においてはMSの大量投入が求められ、当艦も即席のMS母艦として投入された。
固有艦名としてはネームシップであるコロンブスの他、ジオニック社を空爆した特務艦隊の指揮艦のスリナガル、小説版でマチルダ・アジャンらが所属したL3が確認できる。積載能力の高い当艦は非常に重宝され、一年戦争後も改良を加えられた艦が製造されるなどして、デラーズ紛争やグリプス戦役にもその姿を見せていた。派生艦が多く登場し、他にもイオージマ、イワン・ロゴフ、アラスカなどが存在する。
サントメ・プリンシペ
漫画『虹霓のシン・マツナガ』に登場。
コロンブス級3隻を縦に接続し、艦底部にこれらの電力を利用した大型のレールガンを搭載する。ジオン公国軍に制圧された月のマス・ドライバー基地に対し、超長距離からの砲撃により沈黙させる手段としてパオロ・カシアス中佐によって発案される。セキ大佐やモスク・ハン博士の関与もあり、短期間で完成する。
本艦を中心とした「スワローウルフ作戦」はサラミス級の護衛のもとにおこなわれるが、ジャブローからの命令書を携えたジャマイカン大尉が指揮権を掌握し、連携する地上部隊の現地到着を待たずして攻撃を開始。そのため命中精度が低く決定打を与えられないまま、シン・マツナガ中尉（当時）の試製高機動型ザクII（RP型）によって撃沈される。なおマス・ドライバー基地は攻撃の混乱に乗じたエアーズ市民軍のゲリラ活動により奪還される。
空母ビーハイヴ
『機動戦士ガンダム サンダーボルト』に登場。
ムーア同胞団の母艦, ただの輸送艦というわけではなく、4基装備した大型メガ粒子連装砲を用いて砲撃戦にも参加し、艦隊旗艦としての役割も持つ。

#### 輸送艇
OVA『機動戦士ガンダム 第08MS小隊』第1話に登場。
劇中では「輸送艇」としか言及されていない。大気圏突入可能なシャトルで、強いて言えば現実のスペースシャトル・オービタから垂直尾翼と貨物保護ドアをなくしたような形状である。宇宙へ戻るための方法は劇中で描かれていないが、後述のゲーム作品では、『0080』1話のシャトルと似た形状の燃料タンクとブースターを装着して打ち上げられている。艇長によれば武装はなく、自衛手段は搭載したコンテナから先行量産型ボールを発進させるしかない。輸送艇は6つのコンテナを積載するが、残る5つにボールが搭載されていたかは不明。キャビン部分に座席があるが、最大収容人数はわからない。
劇中での活躍
ガルマ・ザビ追悼演説直前の宇宙世紀0079年10月6日、シロー・アマダ少尉やミケル・ニノリッチ伍長ら乗せて地球へ航行中、初期型ジム部隊とアイナ・サハリン搭乗の高機動試作型ザクの戦闘を目撃。苦戦するテリー・サンダースJr.軍曹を救うため、シローが輸送艇搭載の先行量産型ボールで出撃した。また初期型ジムに燃料と弾薬の補給も行った。
ゲーム『機動戦士ガンダム外伝 THE BLUE DESTINY』では、ジオン軍のニムバス大尉に強奪されたブルーディスティニー2号機を追うモルモット隊とブルーディスティニー3号機を宇宙に輸送し、支援を続けた。ニムバスとの決戦では、フィリップ・ヒューズ少尉、サマナ・フュリス少尉が輸送艇に搭載していたボール2機で出撃した。

#### アンティータム級補助空母
書籍『モビルスーツバリエーション3 連邦軍編』に登場。コロンブス級補給艦のカーゴベイ内にカタパルトやメンテナンス設備などの宙間戦闘機運用能力を設けた補助空母。24隻が建造される。戦没を免れたエリクソン、バレンタインなどの艦は改装MS母艦として運用された。

### 宇宙戦闘機、戦闘艇

#### コア・ファイター
RXシリーズのMSコクピットブロックを兼ねる、変形小型戦闘機。

##### コア・ブースター
コア・ファイターを接続するブースター。

#### Gファイター
RX-78用の合体サポートメカ。サブ・フライトシステムや戦車としても運用可能。

#### ガンキャリー
『MS-X』で設定された機体。地球連邦軍の宇宙・空中用輸送機。

#### セイバーフィッシュ
SHAVERFISH / SABERFISH
『モビルスーツバリエーション』内の「コアファイターバリエーション」で設定画が公開された。『モビルスーツバリエーション』での表記はセーバーフィッシュ。『機動戦士Ζガンダム』に登場（型式番号：FF-3、宇宙戦仕様はFF-S3、局地要撃機仕様はFF-S3DF）。
ハービック社が開発し、宇宙世紀0070年代に採用された迎撃戦闘機。装備の変更によってあらゆる空域での運用が可能な設計になっている。宇宙用のセイバーフィッシュは、ベースとなる機体に4基のロケットブースターパックを機体上下に2基ずつ装備し、運動性を高くする事でモビルスーツに対抗できる数少ない兵器として、一年戦争開戦当初は積極的に運用された（出版物でよく見る設定画はこちらの物である場合が多い）。武装は機首の25mm機関砲4基で、ブースターパック装着時はその先端に付けられている各3基ずつ計12基のミサイルランチャーも加わる。白地に黄色のカラーリングが多いが、指揮官機は白地に青となる。
宇宙空間では拠点防衛の他、マゼラン級戦艦の艦載機とすることも計画されていたが、地球連邦軍の砲雷撃戦偏重ドクトリンや専用の母艦としてペガサス級空母が設計されたことにより、マゼラン級へ積載能力は付加されなかった。その後の開戦でペガサス級がMS専用母艦に変更された結果、コロンブス級補給艦やサラミス級巡洋艦など一部の艦で運用されたにとどまっていた。一部のゲーム（『GGENERATION』シリーズ）においてはマゼラン級に艦載されている。
ミノフスキー型核融合炉装備の機体でないため、出力や推力がMSに劣る。しかしジオンの在来型機動兵器であり同じく核融合炉を装備していないガトルやジッコと比べればはるかに高性能であり、制宙戦闘機としてはガトルを圧倒できる性能を持っている。また対艦ミサイルを装備し高い攻撃力をもちあわせるという攻撃機的性質も強い機体であり、母艦の支援機として敵艦および敵要塞を攻撃して撃破するという能力をも有する。
後に連邦軍もモビルスーツや核融合炉装備の戦闘機（コア・ファイターシリーズ）、在来型であるがより機能が洗練されたワイバーンシリーズを開発、量産配備を進めてからは次第に第一線を退くこととなった。
劇中での活躍
『機動戦士Ζガンダム』では、エゥーゴによるジャブロー攻撃の際、ジャブローの防衛のため出撃するが、既に旧式化していた事や最新のモビルスーツとの性能差から敵にはならず、容易に撃墜されている。
漫画「機動戦士ガンダム外伝 宇宙、閃光の果てに…」では登場人物のルース・カッセルがルウム戦役で本機に搭乗し、ザクを撃墜する戦果も挙げたが、その折に味方部隊を失ったことが描かれている。
OVA『機動戦士ガンダムUC』では、トリントン基地に複数機が配備されていたものの、ザクI・スナイパータイプに上空からことごとく狙撃され、出撃することすらかなわなかった。

##### セイバーフィッシュII
漫画『アウターガンダム』に登場する対宇宙戦用の戦闘爆撃機。
セイバーフィッシュの発展型。セイバーフィッシュではブースターパックが装着されていた箇所には計4基のビーム兵器が格納されており、その上面には3発ずつ纏められたミサイルを計6発外装している。星一号作戦時の連邦軍第七艦隊に配備されており、前哨戦であるジオン軍の機動要塞攻撃に投入されている。

##### セイバー・ブースター
SABER BOOSTER
小説『機動戦士ガンダム ブレイジングシャドウ』に登場。
セイバーフィッシュのカスタム機。ジェネレーター出力を強化し、後部にブースター・ユニットを接続して、MSのサブフライトシステムとしても運用可能となっている。翼下にミサイルを3発ずつ装備する。乗機の量産型ガンキャノンを失った宇宙海賊「シュテンドウジ」のフェルナンド・ペレスが搭乗する。

##### 偵察型セイバーフィッシュ カモノハシ
OVA『機動戦士ガンダム THE ORIGIN』に登場するセイバーフィッシュの装備を変更したバリエーション機。
武装を全て外し機体の各部に偵察用装備を搭載した偵察・索敵仕様で、コクピットも複座に変更されている。劇中ではミノフスキー粒子下でのレビル艦隊の目となるべくリュウ・ホセイが相棒のレーダー手メガネと共に出撃するも、敵発見時には既に本隊はジオンのMS隊に襲われており、引き返したリュウ機も母艦に戻ろうとしたところを撃墜された。

#### トマホーク
小説版『機動戦士ガンダム』に登場。
新造艦ペガサスJrへ配備された宇宙戦闘機。高い加速力を持つ。本文では「宇宙戦闘機の加速性はMSよりも優れており、艦隊支援などの面で現在でも有用である」旨の解説が為されている。エンジン数、パイロット数、武装などのスペックは不明。ただ形状は本文によると「槍を思わせる」物らしい（ツクダのSLG『激戦ア・バオア・クー』のユニットに、シルエットのみだが形状が描かれたことがある）。地味ながらMS隊を良く支えて活躍したが、コレヒドール暗礁空域でシャア・アズナブルの独立第300戦隊と交戦した際、大部分が未帰還となった。
『ガンダムエース』の企画「MSV-R SEASON 2」では、リッキーとサーカスのブルー兄弟がルウム戦役で搭乗し、ザク3機を倒したことで有名になる。

#### トリアーエズ
TORIARES
『機動戦士ガンダム』で設定画が描かれたものの、劇中には登場していない小型戦闘機（設定画より）（型式番号：FF-4）。
宇宙世紀に入り地球連邦軍は宇宙空間の軍備拡張のため宇宙戦艦と共に運用する戦闘機の開発に着手した。開発を担当したハービック社はこの運用を4つに分類しそれぞれの計画を進行させた。本機は防空小型戦闘機として完成し、地球連邦軍の宇宙軍の主力としてルナツーや各サイドの駐留軍に配備された。武装は機首に設けられた25mm機関砲2門のみである。同じくハービック社によって同時期に開発されたFF-X7コア・ファイターと似通ったデザインを有する。
一年戦争が勃発すると、ミノフスキー粒子が散布された状況下での戦闘には対応していなかった上、戦闘機以上の機動性を誇るモビルスーツに対抗する事は叶わず、ジムにその座を譲ることとなる。
なお設定画での名称は「トリアエーズFF-4」だが、『アニメック』第6号での「トリアーエズFF-4」との誤植が『モビルスーツバリエーション』に引き継がれ、現在に至る。
劇中での活躍
『機動戦士ガンダム』第4話に登場する予定であったが、没となった。
小説『機動戦士ガンダム外伝 THE BLUE DESTINY』では、主人公ユウ・カジマがルウム戦役時に当機に搭乗して出撃し、ザクに翻弄されたというくだりがある。

#### パブリク
PUBLIC
『機動戦士ガンダム』に登場する宇宙突撃艇（設定画より）。
『モビルスーツバリエーション』ではサラミス級巡洋艦に搭載と設定された。後に、搭載母艦としてトラファルガー級全通甲板空母が設定された。しかし、劇中では母艦からの発艦シーンはなく、自力で戦場に到着するシーンしか描かれていない。
構造は、オレンジ色の機体の下に、主要武装かつ本機の最大の特徴であるビーム拡散用ミサイルを最大2発装備できるようになっている他、機首には機銃及び6連装小型ミサイルボッド2基、後部には大型のブースターを装備しており、ブースターは突入時及びミサイル発射後の退避時に高速を発揮できる推力を有していた。
長距離を移動するときはブースターの後ろに追加で燃料タンクと噴射ノズルのついたエンジンが装着され、戦闘開始とともにそれを排除して高速移動する。
本機に装備されたビーム拡散用ミサイルは、ビームを曲げたり拡散させたりして無力化することができる粒子が充填されており、この粒子をばらまくことによってビーム撹乱幕を形成し、主に敵の要塞ビーム砲や敵艦などからのビーム攻撃を無力化するというものであるが、敵味方問わずにビーム兵器を無力化してしまうため、どちらも長距離ビーム射撃は封じられてしまう。
漫画版と小説版では、ビーム攪乱幕を張るミサイルを搭載することなく、三基の大型ミサイルを装備しソロモン戦でボールと共に肉迫攻撃し活躍した。
ソロモン攻略戦（チェンバロ作戦）
地球連邦軍第三艦隊により運用された。ビーム撹乱幕の展開に成功して長距離ビーム射撃を封じ、ソロモン要塞据え付けのビーム砲から地球連邦軍艦隊を守っただけでなく、ビーム撹乱幕の影響を受けない太陽の反射光を利用し、絶大な破壊力を持つが巨大で敵の攻撃に脆いソーラ・システムをビーム撹乱幕で必要以上のジオン軍によるビーム攻撃にさらすことなく予定通り運用することにも貢献した。
また、チェンバロ作戦でのドズル・ザビ中将を始めとするジオン軍ソロモン守備隊幹部の劇中での言動から察するに、ソーラ・システムの展開完了寸前まで地球連邦軍がソーラ・システムを戦場に持ち込んだことを察知できなかったため、第三艦隊などの陽動作戦に乗じてビーム撹乱幕を展開するパブリクを「自殺的な行動によって、ビーム撹乱幕を展開する面倒で嫌な奴」程度にしか考えていなかった節がある。
カイ・シデンは、本作戦開始前の整備中に見たパブリクのことを「ミサイルを抱えた不細工なの」と呼んでいる。
ミサイル発射後は、宇宙戦闘機のようにバルカン砲で敵を攻撃している。ガトル戦闘爆撃機を追撃し撃墜する機敏な姿を見せている。
ア・バオア・クー攻略戦
このときは、ギレン・ザビの的確な指揮によって次々と撃墜され、十分なビーム撹乱幕を展張できなかったため、もともとソーラ・レイで打撃を受けていた連邦軍は、要塞ビーム砲の掃射でさらに大打撃を受けてしまった。

#### レイヴン・ソード
メカニックデザイン企画『MSV-R』に登場。
セイバーフィッシュの後継機としてトリアーエズの試作機完成前に開発が開始されるが、MSの開発が優先されたため試作1号機は予定より遅れて一年戦争末期に完成するも、翌月には制式採用されている。量産化は一年戦争終結後となり、第1次生産機数は300機以上。宇宙世紀0080年末には第2次生産分が発注され、大気圏内仕様のFF-S5Cや複座型のFF-S5Dも製造されている。しかし本機の運用期間は短く、配備から4年半ほどで退役している。

#### 連邦軍試作MA
雑誌『ゲームぎゃざ』連載の読者参加型ゲーム「機動戦士ガンダム G-STRATEGY」に登場（型式番号：FF(A)-79C）。なお、本作は宇宙世紀の歴史のIFを扱った作品である。
連邦軍でモビルアーマー（MA）を開発するための公開トライアルに参加した機体のひとつで、当初は「航宙機発展型機体（型式番号：GPX）」と呼称された。宇宙用戦闘機および戦闘艇をベースにRXシリーズの拡張キット（本作には登場しない「Gパーツ」を指す）などのノウハウを利用して設計された、コア・ブースターを大型化したような機体。武装はメガ粒子砲2門、ミサイル・コンテナ2基および自衛用の機関砲。ボール改修型機体およびガンダム改修型機体を退けて制式採用されるが、その際に試験機の評価から近接戦闘用のクローとビーム・ランスを増設している。防御力は公国軍のMAに劣るが、従来の航宙機より高い機動性と火力を誇る。

#### L144系掃海艇
『戦略戦術大図鑑』に文字設定のみ登場。ミサイル・フリゲートに区分され、ルウム戦役に投入されているが、ほとんどが撃沈または大破している。

### 航空機・航空兵器

#### ガンペリー
ホワイトベース搭載の艦載輸送機。

#### コルベット・ブースター
『MS-X』で設定された、地球連邦軍のモビルスーツ（MS）用飛行オプション。サブフライトシステム（SFS）に相当するが、モビルスーツがブースターを背負う様に装着するのが特徴となっている。翼下には武装ポッドを搭載可能。本機のフレームと生産ラインを共用して、大気圏外用ユニットであるフェロウ・ブースターが開発・生産され、ジム・インターセプトカスタムに採用されている。
OVA『機動戦士ガンダム サンダーボルト』ではコックピットが設けられており、第2部でビアンカ・カーライル少尉が搭乗し（漫画版ではド・ダイ系のSFS）、イオ・フレミングの搭乗するジム改陸戦型をサポートする。ド・ダイのようにMSが上部に乗ることも可能となっている。

#### スカウト・ミサイル
『GUNDAM CENTURY』収録の短編小説「ホワイト・ベース ライヴ」に登場。
「ミサイル」と名称にあるが、実際には大気圏内用の無人偵察機である。高い静粛性を持ち、非武装だが偵察用の精密光学器とレーザー通信機を装備。母艦から発射され、偵察飛行終了後には母艦に再収容される。作中ではオデッサ作戦前の後方撹乱任務につくホワイトベースの艦載機として登場し、マ・クベ主導でジオン軍による発掘調査が行われていた南栄の遺跡を偵察した。

#### TINコッド
TIN COD
『モビルスーツバリエーション』内の「コアファイターバリエーション」にて『機動戦士ガンダム』製作時のコア・ファイターの没案を元に、コア・ファイターの原型となった機体であるなどの設定が付加され、後に『機動戦士Ζガンダム』で登場（型式番号：FF-6）。
大気圏内での戦闘を想定し開発された小型制空戦闘機で、開発にはハービック社が携わった。対戦闘機の格闘戦能力を強化されているが、武装は25mm機関砲と機体に内蔵されたランチャーから発射される空対空ミサイルで、火力は決して高くはない。宇宙世紀0062年には試作型が完成したが、実用化は大幅に遅れ、宇宙世紀0079年に始まった一年戦争の頃になっても実戦配備は進んでいなかったようである。Ζプラスなどの可変MSの登場で航空産業が衰退していた宇宙世紀0096年時には、フライマンタの後継機として採用された本機の改良型であるTINコッドIIが、機種転換されないまま運用されている。
劇中での活躍
『機動戦士Ζガンダム』では、エゥーゴによるジャブロー侵攻作戦時、ジャブロー防衛のため出撃するが、たやすく撃墜されている。

#### デッシュ
DISH
『機動戦士ガンダム』に登場する連絡機（設定画より）。「ディッシュ」と表記されることもあるが、設定画では「デッシュ」。
高速哨戒機、もしくは偵察機とも言われる。胴体が大型円盤型レーダードームで、その外周に機首と左右2対の水平翼が付いた、名前通り皿のような機体形状が特徴。高性能レーダーやソナーを搭載し、航続距離も長い。早期警戒機として開発されたがミノフスキー粒子散布下では性能を発揮できず、遠距離索敵性能を生かして要人用高速連絡機として使用される。テレビ版第26話や漫画『機動戦士ガンダム THE ORIGIN』、劇場アニメ『機動戦士ガンダム ククルス・ドアンの島』ではレビル将軍をベルファストまで送迎している。『機動戦士ガンダム 第08MS小隊』第4話でも1カット登場した。
アニメ版『機動戦士ガンダムUC』では、0096年にユニコーンガンダムをラー・カイラムからガルダへ移送する際に、アルベルト・ビストを送迎する。
武装の設定はないが、『ギレンの野望』シリーズをはじめ、ゲーム作品では機首に2門の固定式機関砲を設置していることが多い。

#### デプ・ロッグ
『機動戦士ガンダム』他に登場する重爆撃機（設定画より）。
機体サイズは当時の連邦軍航空機中最大。誘導爆弾（ビーム誘導式、イメージ・スキャン方式）や巡航ミサイルを大量に搭載し、鉱山基地や森林に潜むジオン公国軍の掃討に投入されている。爆撃機としては比較的高速であり、デザイン的には第二次世界大戦中の爆撃機と変わらないと評されるコックピットの広いルーフは有視界戦闘で威力を発揮する。ただし空戦能力は皆無とされ、作戦時にはトリアーエズやフライ・マンタが帯同する。乗員はパイロット2名、ナビゲーター1名、爆撃手1名、レーザー砲手3名の計7名。底部に無数の20mmモーター・ガトリング砲を搭載した地上掃射型、レーザー誘導爆弾を搭載した拠点攻撃型の他、フライダーツの空中発射母機として改修されたタイプなど多数のバリエーション機が実戦参加し戦果を挙げている。また、本機は必要以上に高価な技術や素材が使用されているとする資料もある。
劇中での活躍
第25話で、オデッサ作戦に多数が投入されているが、具体的な戦闘シーンはない（被撃墜シーンはある）。
ゲームブック『灼熱の追撃』では、一年戦争末期のアフリカ掃討作戦にも大編隊を組んで参加している。他に『MSV』では、後期のキャリフォルニアベース爆撃作戦にも参加しているとされる。
漫画『機動戦士ガンダム バンディエラ』第22話では、クラウデン少尉が乗るドムにヒート剣をコクピットに突き付けられた状態で、ドムを乗せて飛行している。

#### ドラゴン・フライ
DRAGON FLY
『機動戦士ガンダム』他に登場する軽連絡機（設定画より）。
機首左右に長方形状のカナード翼、後退翼先端に大きめの垂直尾翼、機体最後尾にプロペラを装備しており、実在する航空機ルータン ロング・イージーのような、プッシャー式のプロペラ機である。機体サイズが小型のためミノフスキー粒子散布下で有効な赤外線や聴音といった探査手法では発見されにくく、連絡用の他に隠密行動にも使用される。ビッグ・トレーのような大型指揮車両には必ず搭載されており、脱出用として使われることもある（後述）。推力は「タービン・プロペラ」とされ、速度は低いが低空飛行が可能であるため敵に発見されにくい。武装はないとされる一方、機銃を装備しているとする資料もある。
なお名称は「トンボ」に因むとされる。
劇中での活躍
第25話で、連邦軍のオデッサ作戦が展開する最中に同軍所属のジュダックが乗り、何故かジオン公国軍のダブデから発進してエルランが座乗する連邦軍のビッグトレーに着艦する。この一部始終をGアーマーで偵察を兼ねた慣熟訓練として飛行に出ていたアムロ・レイとセイラ・マスに目撃・撮影されていたことから、ジュダック、エルラン両名が公国軍のスパイであることが発覚し拘束される。
漫画『MS戦記』では、オデッサ作戦で大破したビッグ・トレーから脱出するために連邦軍将官が搭乗し発進するが、離陸前にザクIIの足で主翼を折られ横転し、ジオン公国軍兵士に身柄を拘束される。
OVA『MS IGLOO 2 重力戦線』第3話では、「コレヒドール2号機」のコード・ネームで呼ばれる機体がビッグ・トレーから発進して偵察をおこない、連邦軍を苦戦させたダブデの位置を報告するが、直後にダブデの対空砲火で撃墜されている。
漫画『U.C. HARD GRAPH 鉄の駻馬』では、哨戒機としてヘビィ・フォーク級を先導している。

#### ドン・エスカルゴ
DON-ESCARGOT
『機動戦士ガンダム』に登場する対潜攻撃機（設定画より）。地上爆撃機としての運用も可能とされ、多目的攻撃機に分類する資料もある。
長大な航続距離、優れた索敵能力と高い対潜攻撃能力を持ち、対艦ミサイルや複合追尾式魚雷によってジオン公国軍の潜水部隊を苦しめた。自衛用に機体前後側面に1基ずつ、計4門の単装機関砲を設置している。後付けでは空母の他に、駆逐艦のヘリ甲板でも運用可能なVTOL機との説が出ている。TV版第27話に数機が登場し、ジオン軍のユーコン型潜水艦を攻撃するが対空砲火で1機が撃墜された。ユーコンを撃沈したのも本機ではなく、セイラ・マスが操縦するGファイターである。

#### ハイブリッド戦闘ヘリ（HAH）
メカニックデザイン企画『F.M.S.』（福地モビルスーツステーション）に登場する戦闘ヘリコプター。
名称にある「ハイブリッド」の通り、ヘリコプターではあるが機体形状は小型ジェット機のものに近い。乗員は2名。武装として機首に20mmガトリング砲を、主翼下にWAMM（有線式対MSミサイル）チューブとロケット弾ポッドを装備する。パミール高原にてゲリラ戦を行うドワス・デザートと交戦している。

#### ファンファン
テレビ版『機動戦士ガンダム』第29話、および劇場版『機動戦士ガンダムII 哀・戦士編』に登場するミサイル・ホバークラフト（設定画より）。
軍事施設の防衛用に開発される。両脇左右下部にファンを装備し、同じく両脇の左右上部に5連装ミサイル・ポッドを装備、そして中央にコックピット及び後方に向けられた推進器がある。ジャブロー内部のような不整地（鍾乳洞内部）でも自在にホバー走行をおこなう。施設内での誤射を避けるため、ミサイルは有線式となっている（ただし劇中では確認できない）。並列複座機であるが、1名でも戦闘可能。
漫画『機動戦士ガンダム バニシングマシン』には、対潜哨戒機型である「ファンファン SRO」が登場している。
劇中での活躍
ジャブロー防衛戦において、基地に侵入したMS隊からホワイトベースを守るためにウッディ・マルデン大尉が搭乗。MSに対しては非力な本機であるが、シャア・アズナブル大佐のズゴックに至近距離からミサイルを撃ち込んでモノアイを破壊し、撤退にもち込む。しかし、同時にコックピットを叩き潰されウッディは戦死する。ホバークラフトとされるものの、ガンダムの頭部メインカメラの高さ（頭頂高18メートル）まで上昇しており、攻撃ヘリコプターに近い描写がされている（ファンの回転音もヘリに近い）。また劇中では、ミサイル・ポッドからバルカン砲のように連射する描写も見られる。
OVA『機動戦士ガンダム 第08MS小隊』では、第1話冒頭でライト・グリーンの機体がコジマ基地の上空を飛んでいるが、ミサイル・ポッドは装備していない。ファンの音はやはりヘリに近い。
漫画『機動戦士ガンダム U.C.0094 アクロス・ザ・スカイ』では、オーストラリアのトリントン基地に配備された機体が登場。整備兵ディエス・ロビンが表向きは隊員たちのレジャー用として修理をおこない、ティターンズ残党の本拠地「デビルズ・ネスト」に赴く際に搭乗する。こちらもミサイル・ポッドは装備していない。汚れで隠れているが、機体にはディエスもかつて所属していたティターンズのマークが描かれている。また、ディエスは本機の低空飛行性能の素晴らしさを評価している。
宇宙世紀を舞台としないアニメ『ガンダムビルドファイターズトライ アイランド・ウォーズ』では、ヤジマ商事の社有機として登場。ヤジマ・ニルスが南の島のニールセン・ラボにおもむく際に搭乗する。なお、同作に登場する機体にはミサイルポッドの発射口が存在しない。

#### フライアロー
FLY ARROW
『機動戦士ガンダム』他に登場するジェット戦闘機（設定画より）。「フライ・アロー」とも表記される。
ジェット・エンジン3発の複座機で、カナード翼を持つ機首の左右にバルカン砲を2門ずつ装備している。一年戦争時にはジャブロー基地などに配備されているが、既に旧式化しているためあまり運用されていない。
当初の設定では本機固有の名称はなく、設定画にも「地球連邦軍・ジェット戦闘機」と書かれるのみであった。程なくして発行された『GUNDAM CENTURY』では「フライアロー制空戦闘機」と名称が付けられイラストが掲載されたが、それ以降は忘れられた存在となり、ムック等に掲載されるのは稀である。『艦船&航空機 大全集』には約30年ぶりに掲載された。なお同書にはジャブロー攻防戦で姿が確認できるとあるが、第29～30話で本機は見当たらない。
劇中での活躍
第15話で、ポイント305（ククルス・ドアンが潜伏している島）に不時着している。戦闘が行えないよう、バルカン砲はドアンによって取り外されている。自動発信の救難信号をホワイトベースが受信し、アムロ・レイの乗るコア・ファイターが向かうが、搭乗員2名は満身創痍の状態でシートに縛り付けられており、アムロの応急処置もむなしく死亡する。
漫画『MSジェネレーション』では、ガンダムGT-FOUR試作機の随伴機として2機が登場する。
漫画『MS BOYS』では、ヴォルゴグラード近郊で複数のガウを襲撃するフライ・マンタの部隊に混じって1機が確認できる。
漫画『GUNDAM LEGACY』では、ポートモレスビー基地所属の2機が夜間哨戒の任に就いている。

#### フライダーツ
FLYDART
『MSV』に登場する高高度戦闘機、または高高度邀撃機。初出資料では「トライダーツ」だが、それ以降は全て「フライダーツ」と表記。
ハービック社によるFFシリーズの1機種とされるが型式番号は不明（空いている番号はFF-1または2）。リフティング・ボディの採用による三角形の直線的な形状をしており、連邦宇宙軍の地上基地の発射台から翼下に2基装備したブースターによって上昇し、地球衛星軌道上に侵入した敵機を邀撃する。このため推力はロケット・エンジンである。
また空中発射母機として改修されたデプ・ロッグに3機搭載が可能であり、母機に帰還の際にはコックピット両脇のフックを展開する。これにより、旧世紀のFICON計画に極めて近い運用が可能とされる。
武装は電磁加速式モーター・カノン1門と、翼下に装備するミサイル・ランチャー。なお本機には連邦宇宙軍の中でも屈指のパイロットが選抜されていると言われており、一年戦争時に実戦参加している機体は少数でありながらジオン公国軍の降下艇やHLVを多数撃墜しているという。

#### フライ・マンタ
『機動戦士ガンダム』に登場する戦闘爆撃機（設定画より）。「フライマンタ」と表記されることもあるが、設定画では「フライ・マンタ」。
スピードや機動性、航続距離にも優れ、連邦空軍の主力機として同軍の航空兵力の中で最も多く生産されている。最高速度はドップを上回り、ドッグ・ファイトも得意とする。機首の左右に3連装ミサイル・ランチャーと自動追尾型高速30mm砲を装備、多数の爆弾も積載し、対空・対地戦闘の両方に使用される（胴体側面のインテーク脇に25mm機関砲を装備しているとする資料もある）。ランチャーには空対地、空対空の各種ミサイルを装填可能で、翼下にはスマート爆弾や対地ミサイル等を装備できる。このうち空対空ミサイルは、発射後パイロットが設定した距離に達すると弾頭が割れ、内蔵された数十の子弾が逆円錐状に広がって一定の散布界を形成し、その弾幕で目標を包み込む。ただし、子弾の重量が軽いため破壊力は低く、1-2発の命中を与えても必ずしも撃墜できるとは限らない。なお、本機が機首付近にランチャーを設けているのは、ミノフスキー粒子の影響下では目視照準射撃をおこなわざるをえない局面が多々発生することを想定しての措置であり、ミサイルは原則的に無誘導で用いられる。標準塗装はミデアと同様の黄色。
劇中での活躍
第23話では、オデッサ作戦に多数の機体が参加し、マ・クベの指揮する公国軍基地を爆撃している。第29話のジャブロー攻防戦時には偽装カタパルトから次々とスクランブルし、上空でドップと空戦を繰り広げている。ガウから降下するザクの頭部を機銃掃射で破壊し撃墜する描写もある。
『MSV』では、一年戦争後期のキャリフォルニアベース爆撃作戦にも参加しているとされる。
『機動戦士ガンダム U.C.ハードグラフ［小説］ 地球連邦軍編』では、公国軍の地球侵攻作戦において、対地・対艦攻撃装備のまま泥縄式に戦闘に投入されたいくつかの飛行隊の機体がHLVを撃墜するものの、降下作戦の根幹を阻害するべくもなく、そのスケジュールにさえ影響を与えていないとされる。
『機動戦士ガンダム THE ORIGIN』では、オデッサ作戦で詰めの絨毯爆撃を行うものの、ギャンのニードルミサイルにより数機が撃墜されている。
小説版『機動戦士ガンダム』では宇宙戦闘機として登場しているが、モビルスーツに対して十分に対抗することは出来ないとされている。

#### フラットマウス
FLAT MOUSE
『MSV』に登場する強行偵察機、または戦術偵察機。
旧世紀の高速機の技術を応用して開発されていると言われ、そのため開発開始から短時間で実戦配備されている。ただし開発中、目標への急速接近・離脱の際にターボ・ファン／ラム混合ジェット・エンジンの異常加熱が発生したため、量産機にはエンジン上部に冷却材タンクが内蔵されている。
武装は確認されていない。底面に一体型のカメラ・ポッド（磁気記録方式録画用カメラとレーザー式機密情報用発信機を内蔵）を装備するが、これを分離式にした機体も確認されている。この機体は通常型と外観がやや異なっており、コア・ファイターに寄った形状になっている（なお本機の開発はハービック社）。「電子戦用モデル」とされるが詳細不明。一年戦争で運用された機体はごく少数とされ、後期のキャリフォルニアベース爆撃作戦に参加した1機の被撃墜が確認できるのみである。
漫画『GUNDAM LEGACY』では、ヒマラヤ級空母「ウェストモーランド」の艦載機として1機が登場する（「フラット・マウス」と表記）。

#### マングース
MONGOOSE
『MSV』他に登場する地上攻撃機（型式番号：Bd-AF-01 / AF-01A / AF-01B）。
コア・ファイター構想の初期に開発・製造され、一年戦争のかなり前から運用されているが、ミノフスキー粒子散布下での運用を前提として開発されているとも言われる。技術的に旧世紀の地上攻撃機と変わるところはなく、順調に開発・生産が行われているとされる一方、本機は75mm自動砲1門を中央翼下に装備した双胴機で、左側の胴体はエンジン・ポッドのみであるとも言われる。いずれにせよ低空・低速状態での安定性は高く、75mm砲の命中精度も高いという。他に武装は機首に機関砲2門。最大兵装時にはビーツG-8ロケット弾8基、B-108爆弾12基を搭載可能である。この大きなペイロードを活用し、ウェポン・ベイ内をバルカン砲弾庫としたガンシップ・タイプもあると言われる。なお機首とキャノピーの形状が異なる後期型も確認されている。
「タンク・バスター」の異名を取り、主に戦車や固定目標への攻撃に使用されている。一年戦争初期のジオン公国軍による地球侵攻作戦の防衛にも参加しているが、公国軍兵器の装甲やMSの機動力の前には無力であり、第一線を退いている。しかし後期のキャリフォルニアベース爆撃作戦に投入され、11機が撃墜されている。製造はバドライト社。
近藤和久の漫画『機動戦士ガンダム THE MSV』では、75mm砲を持たないタイプが登場する。機首に20mm機関砲を4門装備し、翼下に空対地ミサイルや爆弾、ロケット・ランチャーなどを装備可能となっている。
作中での活躍
ゲームブック『機動戦士ガンダム 灼熱の追撃』では、アフリカに配備されている機体が1機登場する。この機体の75mm砲はMSに対して有効な威力を持ち、多数の戦果を挙げているとされる。翼下には3連装ミサイルを1基ずつ装備している。
『サイバーコミックス01』掲載小説「TOP GUNDAM」では、ド・ダイIIのパイロットであるリヒトホーフェンが、一年戦争時に本機を駆って2機で公国軍の秘密工場爆撃の任に就く時のことを語り始める場面がある。
漫画『MSジェネレーション』では、ガンダムGT-FOURのパイロットとなる連邦空軍のジェームス・A・アーノルド中尉がディエゴガルシア空軍基地に出頭する際に搭乗している。
漫画『U.C. HARD GRAPH 鉄の駻馬』では、極東方面で哨戒機として運用され、焼夷榴弾を装填している。
漫画『MSV-R アクショングラフィック編』第2巻では、北欧の山岳地帯にある公国軍基地を2機で襲撃するが、1機がザクタンク（ワイルドボア）により撃墜される。

#### ミデア
VTOL戦術輸送機。

#### ライトライナー
『MS-X』で設定されたGMタイプ用飛行オプション。MSの背面に位置し、ハンドルと足首のフックで固定する。通常、主翼は後方に折り畳まれ、輸送機などからの空中発進に使用される。
漫画『GUNDAM LEGACY』では、連邦軍アフリカ方面軍第6駐屯基地に、申請していた戦闘機の代わりに配備される。その後「踊る黒い死神」の異名をもつリド・ウォルフ中尉が量産型ガンキャノンで使用し、1機で敵部隊に突入し壊滅に追いやる。

### 水上艦・潜水艦

#### Gマリナー
漫画『シークレットフォーミュラ 水中型ガンダム』に登場。アクア・ガンダムとの連携を行う潜水艦で、サイズはモビルアーマー（MA）と同等。船内にアクア・ガンダム格納用のコンテナを有しており、コンテナを解放してのアクア・ガンダムの射出のほか、アクア・ガンダムの腕部および携行武装のみを露出させ、MA的な運用を行うこともできる。また、船体自体にも6門の魚雷発射管を装備している。
Gマリナー01から03までの3機が建造され、グリーンランドからジャブローまでの大西洋上でテスト航海を行う中、セントローレンス湾沖合でユーコン級「U-31」所属部隊と交戦している。

#### アルバータ級ミサイル巡洋艦
書籍『機動戦士ガンダム 戦略戦術大図鑑』に文字設定のみ登場。オデッサ作戦時に本級とヒマラヤ級を主力とする2艦隊がオスロ港から南下している。

#### ジュッドランド級戦艦
漫画『機動戦士ガンダム バニシングマシン』に登場。ミノフスキー粒子の登場を受けた連邦海軍が、誘導兵器主体の従来艦の代替とビーム兵器開発までのつなぎを目的として、かつて存在した大口径の実弾主砲を装備する戦艦という概念を復活させたもの。一年戦争直前に建造が開始され、少なくとも3番艦までが就役し、一年戦争に参加している。
乗組員の削減を目的としたオートメーション化が行われており、さらに大出力パワープラントによって35ノット以上の速力を発揮できる。主砲である3連装の600mm砲塔3基（艦橋前部に2基、後部に1基）のほか、3番主砲塔後部に長距離対潜ミサイルや自立型対衛星ミサイルなどを発射可能なミサイルサイロ（VLS）16セルを、両舷側にMK50重魚雷やデコイアンチ魚雷を発射可能な魚雷発射管計30門と爆雷投射機計6基を、艦体各部に副砲である20mm連装高角砲MK2を8基、連装の40mm対空砲座17基、20mm対空バルカン4基、3連装ミサイルランチャー2基を装備。また、各種レーダーやセンサー、高画質デジタル測距儀などの搭載によってかつての戦艦よりも命中精度は向上している。
作中には「鋼鉄の伯爵」の異名を持つ3番艦「レイテ」が登場。艦長はサベージ。オデッサ作戦のために大西洋でピストン輸送を行う輸送船団の護衛を行っており、復路でジオン公国軍の水中部隊の攻撃を受けた第7船団を防御すべく、ロリアン沖でシャア・アズナブル率いる水陸両用MS部隊およびユーコン級からなる母艦隊と交戦する。

#### ジュノー級潜水艦（0079）
小説版『機動戦士ガンダムUC』他に登場する潜水艦。OVA版とは設定が異なるが、他の外伝作品でも一部設定を継承している。
「ボーンフィッシュ」という名の艦が登場するが、挿絵（角川コミックス・エース版）で確認できる外観はジオン公国軍のユーコン級（U-99）とほぼ同じである。宇宙世紀0096年の時点で「艦齢17年」とされることから、竣工は0079年となる。太平洋中央部の赤道直下でジオン残党の貨物船ガランシェールを捜索中、シャンブロの襲撃に遭い撃沈されている。OVA版のように艦載MSは登場しない。なお、小説版『UC』の作者である福井晴敏の小説『終戦のローレライ』にも、敵艦としてアメリカ海軍 ガトー級潜水艦「ボーンフィッシュ」が登場する。
『MSV-R』では、ジオン公国軍の地球侵攻作戦の際にジュノー級潜水艦とロックウッド級潜水艦の合計32隻が拿捕され、キャリフォルニアベースで改修を受けたとしている。
なお、ユーコン級の元になった連邦軍潜水艦は、『戦略戦術大図鑑』ではVIII（8）型攻撃型潜水艦、ゲーム『ギレンの野望』シリーズではU型潜水艦とされている。
作中での活躍
漫画『GUNDAM LEGACY』ではジュノー級潜水艦3隻が登場するが、いずれも外観はユーコン級（U-801）と同じである。宇宙世紀0079年5月のポートモレスビー基地奪還作戦に参加するが、本級の「フレガート」と「アナンタ」を残し全滅している。なお「フレガート」はコア・ファイターを搭載している。
漫画『MS IGLOO 603』でも、クラス名および艦名は書かれていないがユーコン級（U-99）と同型の連邦軍潜水艦が登場する。ジオン公国軍の制海圏内で貨物船を囮にして、公国軍の船舶への襲撃を繰り返している。艦載機はフィッシュアイ。ユーコン級と同型の連邦軍潜水艦は他に漫画『MSジェネレーション』の「ディクニチス」、漫画『シークレットフォーミュラー 水中型ガンダム』（未単行本化）の「リオグランデ」がある。

#### バス
メカニックデザイン企画『F.M.S.』（福地モビルスーツステーション）に登場。戦車用のものを改造して急造されたMS上陸用ホバークラフトで、コネクターを介してMSと接続することで、MSのパイロットが操縦を行うことも可能となっている。U.C.0079年12月に行われたボルネオ島の奪回作戦の際に、連邦軍第17機甲海兵師団によって運用されている。

#### ヒマラヤ
『機動戦士ガンダム』に登場する大型戦闘航空母艦（設定画より）。「ヒマラヤ級」とクラス名になったのは『戦略戦術大図鑑』から。
デザインはソビエト海軍のキエフ級航空巡洋艦に酷似しており、同級2番艦ミンスクの設計を基に建造されたとも言われる。ジオン公国軍ブリティッシュ作戦のコロニー落としにより連邦軍太平洋艦隊及び沿岸基地などは大きな被害を受けたが、本艦は大陸を隔てた大西洋艦隊所属であり、被害を免れていた。現行兵器の延長線上のものでしかなく当時としては旧式艦だが、搭載機ドン・エスカルゴの高い対潜攻撃力によりゴッグなどの水陸両用MSに対しては有効だった。一年戦争中期に同型艦が数十隻建造された。
艦橋前にマゼラン級戦艦に類似した形の連装主砲を装備するが、ビーム兵器か実体弾を使用する砲か、どういった用途を想定していたのかなどは不明である。他、艦首に4連装大型対艦ミサイルランチャー。3連装短魚雷発射管×2基。艦橋後部に中口径の単装速射砲。両舷に単装対空砲×8基がある。サイドエレベーター×2。VTOL/回転翼機の着艦スポットは四つ。
以後、『機動戦士Vガンダム』第37話まで、「約70年間」宇宙世紀ガンダム作品に水上艦艇は登場しなかったが、後に作られたOVA『機動戦士ガンダムUC』では艦橋構造物のデザインがひゅうが型護衛艦に似た艦が登場する。また、漫画『機動戦士Ζガンダム デイアフタートゥモロー ―カイ・シデンのレポートより―』では、ゲーツ・キャパ操るアッシマーの母艦として運用されていた。ベースジャバーも甲板で確認されている。
劇中での活躍
『機動戦士ガンダム』TV版第28話に登場、とほぼ同時にマッドアングラー隊の一撃によって撃沈される。隊長のシャア・アズナブルは「今回の鯨は意外と大物だったようだな」と述べている。本編中では艦載機を発進させることも艦砲で応戦することもなかった。アフリカ戦線へ向かう途中であったという。
OVA『機動戦士ガンダムUC』では、甲板に3機のアクア・ジムを駐機させている。しかし、やはり活躍の機会が無いままアクア・ジムもろともシャンブロによって撃沈された。
漫画『GUNDAM LEGACY』では、同型艦の第17艦隊旗艦「ウェストモーランド」が宇宙世紀0079年5月末のポートモレスビー基地奪還作戦に参加している。

#### モンブラン級ミサイル駆逐艦
書籍『機動戦士ガンダム 戦略戦術大図鑑』に登場。一年戦争時の新造艦で、ベルファストに配備された第82護衛艦隊所属の「ログウッド」などがある。遠目で艦尾も見切れているが外観も確認できる。

#### ロックウッド級潜水艦
メカニックデザイン企画『MSV-R』に登場。80年代の前期防衛力整備計画によりU.C.0075年に8隻の建造が発注された。起工を1、2番艦がU.C.0075年末、3 - 8番艦がU.C.0077年に行われ、1-3番艦がU.C.0078年進水、同年末就役。4 - 7番艦は開戦後のU.C.0079年1月進水、まもなく就役となっている。
ジオン公国軍の第2次降下作戦後に、特殊部隊によって全隻拿捕され、建造施設の占領により完成目前の8番艦も拿捕されている。
拿捕された7隻はキャリフォルニアベースでマッド・アングラー級潜水艦として改修され、全隻がU.C.0079年9月末までに就役している（地球連邦軍によるキャリフォルニアベース奪回までに全艦の改修はできず、原型のまま運用された艦もある、ともされる）。なお、艦体に "011" の番号が記された艦は "SS-6011" の艦籍番号をもつ。
ウェブコミック『機動戦士ガンダム フラナガン・ブーン戦記』では、艦体に "001" の番号が記された艦が登場。一年戦争勃発以前から就役している。艦長はサクア・レノウ中佐だが、キャリフォルニアで負傷して3週間昏睡状態の間にコーディー曹長が野戦任官で大佐となって指揮を執り、公国軍に徹底抗戦する一方で海賊行為を繰り返し、3か月後に公国軍に拿捕される。その後、のちにシャアが指揮するマッド・アングラーに改修される。
漫画『機動戦士ガンダム ラストホライズン』では、全隻公国軍に拿捕されたはずの1隻を連邦軍が保有しており、エッシェンバッハ前ニューヤーク市長亡命のためのハリウッド潜入作戦の母艦として運用される。
なお、マッド・アングラー級の元になった連邦軍潜水艦はゲーム『ギレンの野望』シリーズではM型潜水艦とされている。

#### V（5）型潜水艦
書籍『戦略戦術大図鑑』に文字設定のみ掲載。旧式で、プローバー級の元になったとされている。

### 陸上兵器

#### ガンナー・ビークル
ゲームブック『機動戦士ガンダム 灼熱の追撃』に登場する小型の浮行戦車（型式番号：MR75）。
浮揚のための推力については不明。バルカン砲を装備するが、MSから見れば「オモチャのような車両」と言われる。パイロットと比較すると全長3m程度で、1門の砲身と小型の連装機銃が確認できる。アフリカの小さな中継基地に駐留する3輌が登場する。

#### 指揮車両
ゲーム『ジオニックフロント』に登場。
ビッグ・トレーを小型化したような陸戦艇で、その分機動力に優れている。前後左右に大小6門の砲塔が確認できるが、詳細は不明。
漫画『GUNDAM LEGACY』ではアフリカ戦線の旗艦として1隻が登場する。名称を「ミニ・トレー」としているが、これは小説版『ジオニックフロント』で闇夜のフェンリル隊が本艦に付けた仇名である。

#### 大口径バルカン砲重装甲車
『機動戦士ガンダム』第26話、第30話に登場。装備する大口径バルカン砲は、当たりどころさえ良ければ、ザクの装甲を貫くことができたとされる。バルカン砲を大型弾倉ごとハーフトラック型の装甲車にかなり無理やり搭載した車両。砲は大口径とあるが、詳細は設定されておらず口径は不明。
ベルファスト基地では上陸したゴッグを迎撃するが、ゴッグの重装甲には全く効果がなく、健闘虚しく撃破された。TV版第30話でもジャブロー防衛部隊の中に姿が確認できる。シャア専用ズゴックやアッガイを攻撃するが、戦果はなかった。

#### 対ザク用タンク型自走砲
『機動戦士ガンダム』に登場する戦闘車両。装備する連装機関砲は、当たりどころさえ良ければ、ザクの装甲を貫くことができたとされるが、実際の所は不明である（「気休め程度だった」との評価も多い）。小型トラクター上へオープントップ式に機関砲を架装しただけで、人員を保護する防御面は全く考慮されていない。数合わせ的にザクへの対抗用として急造され、各コロニー内の守備隊へと配属されている。アニメ中ではサイド7内部に侵入したジーン、デニムの駆るザクを迎撃するが、次々に撃破されている。

#### ビッグ・トレー
『機動戦士ガンダム』他に登場する陸戦艇（設定画より）。「ビッグトレー」と表記されることもあるが、設定画では「ビッグ・トレー」。
移動司令基地として運用される。推進は熱核ジェット・エンジンによるホバークラフト方式であり、陸上だけでなく水上航行も可能である。堅牢な敵陣地を破砕するため、艦首に連装式大型攻城砲、左右のバルジと後部に3連装砲塔を装備し、高い砲撃能力を持っている反面、自衛用の武装はなく対空・対MS戦闘には適していない。ただし漫画「MS戦記 機動戦士ガンダム0079外伝」には正面連装砲を二基四門にし、対空機銃を大量に追加装備したビッグトレーがオデッサに登場し、ドップやグフを撃破している。ブリッジ上面に小型航空機用の飛行甲板があり、VTOL機やヘリコプター、ドラゴン・フライなどを運用できる。
一年戦争以前に、地球全域をカバーしきれない連邦軍基地を補うために開発されており、そのため艦内に戦略原潜並みの機能を持つとされ、随伴車両の修理設備も有しているという。もともと大型揚陸艦として開発されたものを改装したとも言われる。編成上は「戦艦」として扱われ、「部隊」を組むが、陸軍の慣例により本艦の指揮者は艇長や艦長ではなく戦車と同じように「車長」と呼ばれ、大佐が任命されるという。
迷彩塗装を施されることが多いが、これはTV版『機動戦士ガンダム』制作の際にセル画の彩色仕上げの担当者に嫌がられたため、富野喜幸監督をはじめとする制作進行のスタッフによって塗られたという裏話がある。
同型艦
バターン (Bataan)
オデッサ作戦におけるレビル将軍の座乗艦で、艦名は書籍『戦略戦術大図鑑』による（ネーム・シップの「ビッグ・トレー」であるとする資料もある）。第3軍を率い、同軍には3隻の同型艦が配備されている。
マルケッティア
『戦略戦術大図鑑』より。「8号艇」とされ、第3軍に配備されている艦のひとつ。
モルトケ (Moltke)
漫画『機動戦士ガンダム THE ORIGIN』に登場。「バターン」とともに進軍し、レビル将軍がどちらに座乗しているかは伏せられる（同作品では、これら2隻しか登場しない）。エルラン中将の命令により、ホワイトベース隊が護衛に就く。
『THE ORIGIN』の設定に準拠した劇場アニメ『機動戦士ガンダム ククルス・ドアンの島』でも、ベルファストでドック入りしている状態で登場する。レビルによれば「ビッグ・トレー2番艦」とのこと。
クイーンタートル
フォトストーリー企画『ADVANCE OF Ζ 刻に抗いし者』に登場。一年戦争の殊勲艦とされる。宇宙世紀0087年7月、ニューギニア基地付近でカラバのザンジバル級「ケラウノス」の夜襲に遭い大破、制圧されている。
劇中での活躍
第23話のオデッサ作戦では、少なくとも3隻が確認できる（『戦略戦術大図鑑』によれば、全12隻が参加しているとされる）。うち1隻はダブデと文字通り正面から激突し、失われている。第29話のジャブロー攻防戦でも密林地帯に1隻の存在が確認できる。
OVA『第08MS小隊』では、極東方面に配備された、艦首の連装砲がメガ粒子砲になっているタイプが1隻登場しており、アプサラスIIIとの交戦で大破している。
OVA『機動戦士ガンダム MS IGLOO 2 重力戦線』第3話では、オデッサ作戦でヘビィ・フォーク級陸上戦艦と共に陸上戦艦第4打撃部隊を編成している。友軍からの位置情報をもとに支援砲撃を行い、ジオン軍トーチカ陣地を壊滅させている。

#### ヘビィ・フォーク級陸上戦艦
OVA『MS IGLOO 2 重力戦線』他に登場。
ビッグ・トレー級が移動司令基地として運用されているのに対し、本級は砲撃に特化した設計となっており、攻撃型陸上戦艦とも呼ばれる。形状は名称の通りフォークにも似たYの字型で、艦首が双胴状になっており、艦尾に艦橋と格納庫ハッチがある。推進はビッグ・トレーと同じくホバークラフト方式。左右の艦首に3連装砲を各1基、中央部に1基装備し、艦前方に対する打撃力を重視している。またビッグ・トレーと異なり、対空火器が多数装備されている。塗装は青と灰色を基調とした迷彩。
劇中での活躍
第3話で、オデッサ作戦時に陸上戦艦第4打撃部隊の所属として2隻が登場し、ジオン軍のトーチカや鉱山施設などに大打撃を与えている。その一方で弾着地点周辺で発生した爆煙で敵の落とし穴や陣地が見えなくなり、味方にも損害を与えている。
漫画『機動戦士ガンダム戦記U.C.0081 -水天の涙-』では、同型艦「ノーフォーク」が登場する。北米大陸奪還のための大規模反攻作戦「41号作戦」の司令本部を務めている。
フォトストーリー企画『ADVANCE OF Ζ 刻に抗いし者』では、MS運用母艦に改修されたティターンズの「ニコシア」が登場する。前部の3連装砲のうち左右の2基を廃しMSデッキを増設、6機のMSが運用可能となっている。ホバーにより陸上と海上を移動している。艦長はジゼル・アンジェリク・アルベール少佐。
漫画『U.C. HARD GRAPH 鉄の駻馬』では1隻が登場。迎撃に出たダブデ級の前後にホバートラックの部隊で地雷を設置し、身動きを取れなくしてから本艦の砲撃により撃沈している。
ゲーム『サイドストーリーズ』のストーリーモード「MISSING LINK（連邦軍編）」の第18話（最終ステージ）では、北米オーガスタの秘密研究施設に配備されている1隻が登場する。
漫画『機動戦士ガンダム ラストホライズン』においても地球連邦軍マッカラン基地所属の「サウザンプトン」として1隻が登場している。移動司令部およびMS母艦として使用され、左右の3連装砲を取り払い甲板化しその空いたスペースに露天駐機にて多数の陸戦型ジムを搭載し運用している。

#### ホバートラック
OVA『第08MS小隊』、ゲーム『機動戦士ガンダム外伝 コロニーの落ちた地で…』、『機動戦士ガンダム戦記 Lost War Chronicles』などに登場。実際にはトラックというより軽装甲車である。小説『第08MS小隊』およびOVA『MS IGLOO 2 重力戦線』に登場した際には「ブラッドハウンド」という通称で呼ばれている。
MS1個小隊（3機）ごとに1両配属され、管制と索敵、哨戒を担当する。オデッサ作戦における独立混成第44旅団大隊指揮官ミケーレ・コレマッタ少佐のように、佐官級将校が乗車して指揮をとることもあった。
車体底部に4基のホバーユニットを備えており、湿地帯や荒地、水上などあらゆる地形に対応が可能であり、MSの進軍速度に追従できる走破性を持つ。車体後部は荷台となっており、歩兵用の携行兵器や予備人員を積載できる。部隊用指揮官車両は通信機能を強化するレドームを装備する。
車体側面には地中に埋め込むことで周囲の振動を探知するアンダーグラウンド・ソナーが設置されている。車体をフロント及びリアに搭載されたアウトリガーによって固定し、杭状のソナーポッドを地面に打ち込むことで使用する。
武装は本体上部のターレットに装備された20mmガトリング砲のみであり、砲手が手動で操作を行う。砲弾は対軽装甲用の徹甲弾と対人、対空用の榴弾を状況によって使い分ける。『第08MS小隊』第6話では、ゲリラのキキ・ロジータが臨時砲手として操作し、ドップを撃墜している。
『ガンダムUC』ではEP4にて20mmガトリング砲が大型の砲塔に換装されたタイプが登場しており、ザクI・スナイパータイプの狙撃によって破壊されている。
漫画『U.C. HARD GRAPH 鉄の駻馬』ではブラックハウンド隊が運用、進軍するダブデ級の前後に回り込み後部に搭載した地雷を設置、身動きを取れなくしてからヘビィ・フォーク級の砲撃により撃沈させるという戦術をとっている。

#### 有線ミサイルカー
『機動戦士ガンダム』に登場。コロニー内防衛用に8連装有線ミサイルを搭載したエレカタイプの軽戦闘車両。サイド7での防衛戦に用いられたが、ザクには歯が立たなかった。だが流れ弾になった搭載ミサイル威力から、命中すればザクとてタダでは済まない破壊力を発揮する物と考えられる。

#### 六輪ミサイルバギー
『機動戦士ガンダム』に登場する地上用の戦闘車両。標準タイプのオフロード軍用バギー（ジャブローで時限爆弾を投棄するのに使用した物と同型）に、10連装ミサイルポッドを搭載している。劇中ではカイ・シデンがベルファストで使用。ミサイル発射シーンはない。

#### 四輪エレカ
『機動戦士ガンダム』に登場。偵察や連絡などに用いられる連邦軍のオープントップ式軽車両。一見、普通のエレカバギーに見えるが、フラウ・ボゥがアムロ・レイ探索に使用した際、四輪が水平に可動してホバークラフトにもなる機能を持った特殊車両であるのが判明した。サイド6でアムロ・レイが泥道でスタックしてしまい、シャア・アズナブルとララァ・スンに救助された際に乗っていた車でもあるが、なぜ、スタック脱出にホバー機能で自力脱出を試みなかったのかは不明である。

#### 4 1/2t 6×6 カーゴトラック
OVA『MS IGLOO 2 重力戦線』に登場。全長7mの6輪エレカ輸送トラック。積載量4.5tで乗員コンパートメント上に機銃用タレットリングを備えるとともに、後部カーゴスペースにアタッチメントを介して様々な武装も搭載可能。
劇中では物資輸送中に味方陣内に誤降下したザクに弄ばれた。ザクマシンガンの至近弾で横転、その後対MS特技兵分隊に向かって放り投げられた。

#### 43式戦車
『機動戦士ガンダム U.C.ハードグラフ［小説］ 地球連邦軍編』に登場。
61式戦車が制式採用される以前の制式主力戦車で、車体長8メートル程度、車幅も61式よりわずかに狭いが車高ははるかに低い。ゆるい傾斜の前面以外はほぼ垂直に近い箱組車体である。61式とくらべ転輪の直径は大きい。主兵装の155ミリ滑腔砲は61式と同規格だが1門のみで、やはり箱組構造の砲塔は特に前後方向に大型化している。動力は水平対向ピストン式ディーゼルエンジン。乗員は戦車長、操縦手、砲手の3名。
主力戦車の座を譲り渡したあとも、偵察部隊である騎兵部隊にLAVの代わりまたは補助として一定数が配備され（このため「偵察戦車」や「騎兵戦車」とも呼ばれる）、エンジンの近代化改修がおこなわれつつ延命されているが、一年戦争までにほとんどが自動操縦の演習用標的や工兵車両として改造されたり、退役してスクラップにされている。
宇宙世紀0079年3月17日、アニー・バークレイ中尉率いる第1機甲師団第4重旅団戦闘団第1偵察戦車小隊（本車5両）が北米のモハーヴェ砂漠でザクII 2機を撃破している。

#### 61式戦車
連邦軍MBT。

#### 74式巡航戦車
ゲームブック『機動戦士ガンダム 灼熱の追撃』に登場する巡航戦車（型式番号：M74-A4）。
長距離偵察やパトロールに使用される。大型で、対MS用ロケット・ランチャーと、ビーム砲2門を装備しているが出力は低く、機動性も低い。アフリカに配備された1輌が登場する。

#### 78式浮行戦車
ゲームブック『機動戦士ガンダム 灼熱の追撃』に登場（型式番号：M78-A）。
ホバークラフト方式の採用により高速移動が可能で、ビーム・ライフル並の威力を持つ「ビーム戦車砲」を搭載していることから「MSキラー」と仇名される。3連装ミサイル・ランチャーのような装備も確認できるが詳細不明。アフリカに配備された1輌が登場する。

#### M72 1/2tトラック ラコタ
OVA『MS IGLOO 2 重力戦線』に登場。現実のジープやハンヴィーにあたるエレカ式の高機動車両。定員4名の小型装輪車両。歩兵の足として戦場を移動する際に使われる。武装はM299 5.56mm軽機関銃を設置搭載可能な他、搭載可能なサイズなら対MS重誘導弾まであらゆる歩兵用火器を運用可能。
劇中ではその機動力を活かしてザクを翻弄、後部に搭載したM101A3対MS重誘導弾リジーナで攻撃しようとするもSマインであっけなく撃破された。

#### M-101A3 リジーナ
OVA『MS IGLOO 2 重力戦線』並びに『機動戦士ガンダムUC（アニメ版）』に登場。一年戦争序盤、地球連邦軍が対戦車ミサイルを対MS用にスケールアップして開発した歩兵用の対MS重誘導弾（AMSM）。
現実の設置型対戦車ミサイル同様、三脚架を有する発射機兼照準器と誘導弾本体で構成されており、運用の際は歩兵1個分隊につき2～3名が存在する対MS特技兵が行う。誘導方式は第1・第2世代対戦車ミサイルに見られるような有線式で、ミノフスキー粒子散布下の環境においても十分な戦闘能力を有する反面、重量は発射機・誘導弾共に重く、使用する際には組み立てる必要があるため、基本的にはアンブッシュからの奇襲や車両に搭載しての運用が行われる。またMSに対し生身の歩兵が使用する都合上一撃でMSを撃破することが求められるため、1年戦争時は複数の部隊が敵機の関節部や装甲が薄い箇所を有線誘導方式を活用したピンポイントの集中攻撃を行う戦法が行われた。
『MS IGLOO 2 重力戦線』では第1話の主役兵器として登場。ベン・バーバリー中尉が指揮する第44機械化歩兵連隊対MS特技兵小隊が使用しザク3機と交戦、バーバリーを除く部隊の全滅と引き換えにザク2機の撃破に成功する。『機動戦士ガンダムUC（アニメ版）』ではEP4に登場、トリントン基地を襲撃するジオン残党軍に対処すべく同基地の地球連邦軍部隊が用意していたが、発射しないままザクⅠ・スナイパータイプの狙撃により撃破された。

## U.C.0081 - 0086（デラーズ紛争ほか）
この節では、OVA『機動戦士ガンダム0083 STARDUST MEMORY』および同時期を扱った作品に登場したものを扱う。

### 宇宙艦

#### バーミンガム
BIRMINGHAM
OVA『機動戦士ガンダム0083 STARDUST MEMORY』に登場。一年戦争後、大艦巨砲主義が色濃く残る地球連邦軍がその権威を示すために、バーミンガム級大型宇宙戦艦の1番艦として建造された。当時、地球連邦首脳部は大規模兵力による艦隊戦術に主眼を置いており、単艦・小規模戦闘で有用なモビルスーツ搭載能力を有した戦闘艦は希少であり、バーミンガムもその例に漏れず、MS搭載能力は持たない。ただ、旗艦として大規模艦隊の指揮を前提としているため、バーミンガムがMS搭載能力を持つ必要が無かったとも言える。
それに対し武装は大型メガ粒子砲連装5基10門、大型メガ粒子砲単装1基1門、メガ粒子砲単装4基4門、レーザー砲連装12基24門、12連装ミサイルランチャー2基と単艦戦闘能力に置いては当時最強を誇っていた。また、本艦は艦隊旗艦としての運用を前提として設計されており、艦制御の主艦橋とは別に、司令艦橋が設けられているのが大きな特徴である。同時期に竣工したアレキサンドリア級とは下方向への連装砲や側面単装砲の配置、ブリッジのアンテナ類が類似している。
宇宙世紀0083年4月、ルナツー方面軍第2守備艦隊旗艦として進宙。同年11月、コンペイトウ宙域で開催された観艦式では観閲官グリーン・ワイアット大将を司令艦橋に迎え、同式典にて観閲旗艦を務めるも、式の最中にデラーズ・フリートの襲撃を受けた。大量に並んだ艦艇の真ん中であり、また大型で目立った事からガンダム試作2号機からの核攻撃の爆心点に設定され、核の直撃によりワイアット大将もろとも轟沈・蒸発した。予定されていた2番艦は建造されず、MS運用能力を前提とした再設計が施され、ドゴス・ギアとして建造されている。

#### コロンブス改級補給艦
『機動戦士ガンダム0083 STARDUST MEMORY』に登場。アルビオンに補給を行ったエッジや、ソーラ・システムIIのコントロール艦がこれに属する。コロンブス級に比べて船体（貨物区画）長が約1.5倍に延長（ストレッチ）されており、搭載量も増大していると考えられる。コロンブス級同様、非武装。

### 水上艦・潜水艦

#### グラーフ・ツェッペリン
ゲームブック『機動戦士Ζガンダム ジェリド出撃命令』および「サイバーコミックス」に掲載された小説『TOP GUNDAM』に登場。連邦軍インド洋方面独立機動部隊の洋上ホバー空母。元はジオン海軍の艦だったが、一年戦争後に連邦軍によって鹵獲され、宇宙世紀0082年からパイロット訓練校「TOP GUNDAM」の訓練基地としても運用されている。Y字状の2つの飛行甲板を持ち、攻撃手段として艦載機であるMSのほかに水上砲戦用の15cmビーム砲18基を装備する。

### その他の宇宙兵器

#### 防衛用戦闘人工衛星
『機動戦士ガンダム0083 STARDUST MEMORY』に登場。観艦式が執り行われた際「コンペイトウ」付近の暗礁宙域に設置された無人兵器。メガ粒子砲3門とミサイルポッド2基を搭載しカメラで捕捉した敵に対し攻撃を行う。
劇中では観艦式襲撃に向かうガンダム試作2号機の部隊を発見し攻撃を行うも、リック・ドムIIの反撃を受け破壊されるが、コンペイトウ司令部に敵発見の報告を送ることに成功している。

## U.C.0087 - 0088（グリプス戦役、第一次ネオ・ジオン抗争）
この節では『機動戦士Ζガンダム』『機動戦士ガンダムΖΖ』及び、同時期を舞台にした『ガンダム・センチネル』『ADVANCE OF Ζ ティターンズの旗のもとに』に登場したものや、その派生機について扱う。

### ティターンズ

#### ドゴス・ギア
DOGOSSE GIAR
『機動戦士Ζガンダム』に登場。サイド7、グリプス工廠でティターンズが建造した大型戦艦である。カミーユ・ビダンの母ヒルダはこの艦の開発に参加していた。
デラーズ紛争でガンダム試作2号機の急襲による核攻撃で轟沈したバーミンガム級をベースにした戦艦。MS運用能力を持たなかったバーミンガムと異なり、8ヵ所の格納庫・14基ものMSカタパルトを有し多数のMS運用能力を付与されている。また双胴化により艦体規模は大型化し、艦全長の半分にも及ぶ長砲身単装メガ粒子砲3基を始め連装副砲2基、その他無数の対空砲を備え、原型となったバーミンガムに比べて個艦火力も大幅に向上している。
全長や搭載MS数などの詳細スペックは不明。艦のサイズや搭載MS数はアクシズのグワダン級には及ばないが、惑星間をも航行可能な巡航性能を除けば、火力や機動性を含めて戦闘艦としての総合性能ではこちらが勝っている。
就役後、直ちにアレキサンドリアに代わりティターンズの旗艦となった。火力やモビルスーツ搭載数はグリプス戦役当時の戦艦の中でも（歴代の地球連邦軍艦艇では）最大である。防御力にも秀でており、メガ・バズーカ・ランチャーの直撃にも耐えている。
就航当時はシロッコに指揮権が与えられていたが、シャアのダカール演説後（テレビ版、近藤の漫画版）、ゼダンの門崩壊前（劇場版)にバスクに譲られた。グリプス戦役末期、ジャミトフに反旗を翻したシロッコの部下であるレコアが搭乗するパラス・アテネ（劇場版ではヤザン率いるハンブラビ隊、近藤の漫画版ではハマーン・カーンが搭乗するG-3）の攻撃によって撃沈された。
乗組員
指揮官
- パプテマス・シロッコ(初期)
- バスク・オム(後期)

ブリッジ要員
- ローレン・ナカモト （テレビ版,ロザミア、ゲーツのコントロール)
- ナナイ・ミゲル（ゲーム『U.C. ENGAGE』)

パイロット
- ジェリド・メサ
- マウアー・ファラオ
- サラ・ザビアロフ
- シドレ
- ホリィ
- ヤザン・ゲーブル
- ダンケル・クーパー
- ラムサス・ハサ
- レコア・ロンド（テレビ版)
- ピーターセン（テレビ版)
- ハミル（テレビ版)
- ロザミア・バダム（テレビ版)
- ゲーツ・キャパ（テレビ版)
- ペッシェ・モンターニュ（ゲーム『U.C. ENGAGE』)

艦載機
- RMS-106 ハイザック
- RMS-108 マラサイ
- RMS-117 ガルバルディβ
- RMS-154 バーザム
- RX-110 ガブスレイ×2
- RX-139 ハンブラビ×3
- RX-160 バイアラン×1
- PMX-000 メッサーラ×1
- PMX-001 パラス・アテネ×1
- NRX-055 バウンド・ドック×2（テレビ版）
- MRX-010 サイコガンダムMk-II×1（テレビ版）
- ORX-00Z エンゲージゼロ （ゲーム『U.C. ENGAGE』)

同型艦
ゼネラル・レビル
『機動戦士ガンダムUC』に登場するドゴス・ギア級2番艦。詳細は「ゼネラル・レビル」を参照。

#### コロンブス改級強襲揚陸艦
雑誌企画『ガンダム・センチネル』に登場。船体後部にブースターを設け推力および航続距離を強化した型。ブースター長は全長の半分を超えるほどの比率を占めている。

#### ゲター
『機動戦士Ζガンダム』『機動戦士ガンダムΖΖ』に登場。グリプス戦役時の地球連邦軍制式機で、ティターンズが使用した宇宙用SFSである。塗装はライトパープル。
板状のフォルムを持った宇宙仕様のベースジャバーといった趣の機体である。ただし非武装の無人機であり、機体規模もやや小さいため、主にMS単機で運用される。シャクルズと比較すると機体規模が大きい分だけ推進剤搭載量が多く、航続距離は長い反面、俊敏性はやや劣る。
MS搭載の際に機体を固定するラッチ類は見当たらないが、劇中でボリノーク・サマーンが本機の上に仁王立ちしたまま戦闘していたため、何らかの機体固定装置が搭載床部に装備されていることがうかがえ、激しく機動してもMSが振り落とされることはない。
後に、ネオ・ジオンと改称したアクシズも使用した。

### エゥーゴ

#### ラビアンローズ
エゥーゴおよびアナハイム・エレクトロニクスの宇宙ドック艦。名称はバラの花弁のようなその外観による。大型艦船を直接着艦しての補給にも対応し、宇宙空間における中継基地としての側面を持つ。
OVA『機動戦士ガンダム0083 STARDUST MEMORY』で描かれた宇宙世紀0083年の「ガンダム開発計画」では、ガンダム試作3号機の試験が行われており、連邦軍やAE社の開発拠点としても重要な役割を担う。
『機動戦士Ζガンダム』で描かれたグリプス戦役では、エゥーゴに補給を行うなどの拠点として機能。第一次ネオ・ジオン抗争時には、エマリー・オンス艦長代理の指揮のもと、ネオ・ジオンのモビルスーツに対しビームによる砲撃を行っている様子が『機動戦士ガンダムΖΖ』第38話で確認できる。同作第44話で、プルツーのクィン・マンサに対し艦を固定するレーンを射出し抵抗を行うも撃沈される。
同型艦
ロサ・ギガンティア
雑誌企画『ADVANCE OF Ζ ティターンズの旗のもとに』に登場。エゥーゴ所属で、ラビアンローズ級の2番艦。
ティターンズは本艦の奪取、それが不可能な場合は破壊する作戦を立案、宇宙世紀0087年8月にサラミス改級巡洋艦「イズミール」を投入し実施する。イズミールに搭載の2個MS小隊と、本艦のMS隊および同一軌道上にいたエゥーゴ所属のザンジバル級機動巡洋艦に搭載のMS隊とが交戦。本艦を奪取不可能と判断した第二小隊長機の攻撃により機関部に多大な損傷を受ける。
雑誌企画『ADVANCE OF Ζ 刻に抗いし者』及び同作外伝『審判のメイス』では主人公達の母艦であるデルフォイおよびアレイオーンの準母港として登場し、多くの作戦の出撃拠点となった。またエゥーゴの新型MSの試験場として活用されている姿や、上記『ADVANCE OF Ζ ティターンズの旗のもとに』におけるティターンズによる襲撃の前哨戦について、エゥーゴ側の視点の物語が描かれている。
ラビアンローズIV
アニメ『機動戦士Vガンダム』に登場。
宇宙世紀0153年にカイラスギリー戦で大破したリーンホースを、同じく大破したガウンランドや鹵獲したスクイード1を利用することでリーンホースJr.に改修する。
ヘビーガンなど過去作品から続けて登場した機体と同様、作画の手間を考慮してディテールはラビアンローズより簡略化されている。
その他
上記のほか、漫画『機動戦士ガンダム U.C.0096 ラスト・サン』では艦名不詳の同型艦が登場する。宇宙世紀0096年に輸送艦「アンヴァル」が合流し補給をおこなう予定だったが、直前にゲルググ・タイプで統一された傭兵部隊の襲撃を受け、さらに味方であるはずの新生「フレスベルク」隊のプロトタイプΖΖガンダムのハイ・メガ・キャノンにより真っ二つにされ轟沈する。

#### シャクルズ
アニメ『機動戦士Ζガンダム』に登場。
宇宙用サブフライトシステム (SFS) で、操縦はMSからの操作で行われ、無人で運用される。ティターンズが使用するゲターと違って本機はかなり小型で、MSの足下を固定するマウントラッチを装備した追加ブースターに近いものになっている。このため、運搬可能なMSは1機に限られる。設定によると武装はバルカン砲が1門装備されているが、本編では未使用。
映画『機動戦士ガンダム 逆襲のシャア』にも、ネオ・ジオン軍が運用する同名・同用途の機体が登場するが、別の機種である。

#### スーツ・キャリアー
MS輸送に特化した宇宙輸送艇。機体上部のパネルが展開し、MSを出し入れするようになっている。通常の輸送機より小型かつ大きなエンジンを持つため、高速航行が可能。また、ビーム砲を3門搭載しており、ある程度の戦闘支援も可能。劇中では完成したΖガンダムの輸送に使用され、ファの操縦によってグラナダからアーガマまで送り届けることに成功した。

#### メガライダー
アニメ『機動戦士ガンダムΖΖ』に登場。
第一次ネオ・ジオン抗争においてなかなか戦力の整わなかったアーガマに配備される。
ベースジャバーとメガ・バズーカ・ランチャーの両方の機能を併せ持ち、宇宙・大気圏内共に使用可能である。なお、第17話でのメッチャー・ムチャは、「シャクルズとメガランチャー」と表現している。また、ある程度の居住性があり、MSの移動拠点としての能力も持つ。
バイクの様な形状をしており、MSがまたがるように搭載する。また、緊急時に左右に箱乗りする形でかなり強引に4機を搭載したこともある。本体コクピットと搭載したモビルスーツの双方から操縦が可能。
劇中では、おもにガンダムMk-IIが使用し、単独で運用する場合はモンド・アガケやイーノ・アッバーブが搭乗する。また普段は移動や居住に使用され、メガ・バズーカ・ランチャーはあまり有効に機能していない。
漫画『機動戦士ガンダム ヴァルプルギスEVE』では、Ζ系列機のいずれかの量産化を目指すAE社内の企画「コンペティションΖ」の「足切り役」として、0088年5月初旬にΖII V型らと性能比較フライトをおこなう。

##### プロト・メガライダー
WEB企画『アナハイム・ラボラトリー・ログ』に登場。
メガライダーのプロトタイプ。完成形であるメガライダーと比較するとより重装備であり、各種対空兵装や高い索敵能力のためのレドームを有しているが、これらはメガライダーへの改修の際にスリム化のためオミットされている。
第一次ネオ・ジオン抗争初期に新サイド4内の暗礁宙域に存在する廃コロニーで最終試験が行われた。その際にアナハイム・エレクトロニクス社内のジオン系シンパによる妨害工作を受け、最終的に廃コロニーの全壊という事態を招くもののプロト・メガライダー自体は生還し、機能的な問題点も存在しないと判断されている。

### 共通・その他

#### エンタープライズ級大型スペース・シャトル
雑誌企画『ガンダム・センチネル』に登場する地球連邦軍の連絡・輸送用シャトル。
人員の他に前後幅60mに達するカーゴ・ベイによるMSの積載能力を持ち、大型機であるゼク・ツヴァイの場合は2機を搭載できる。また、飛行中に搭載するMSを発進させることも可能。
ニューディサイズが「ガリレオ」「フロンティア」「メイフラワー」の3機を制圧した地球低軌道上のステーション「ペンタ」より接収し、ダカール市の連邦議会へMS部隊を降下させる際に使用するが、追撃してきたα任務部隊によって全機が撃墜される。

#### 大型宇宙輸送艦
『機動戦士Ζガンダム』『機動戦士ガンダムΖΖ』に登場する補給艦。
船体構成は貨物区画を構成する箱型の船体と、その後端に独立したエンジンブロックを接続したもので、艦首側にはドッキングアーム状のユニットが装備されている。貨物は左右両側面に用意された大型のハッチとドッキングアームで受け渡しが行われる。特に大量の貨物輸送が必要な場合、大型コンテナを曳航する場合もあるが、エンジンブロックが中央にまとめられているため、曳航するコンテナが噴射の影響を受けにくくなっている。
船体の右側にはブリッジ構造物があり、ブリッジ前方に単装メガ粒子砲塔が1基、ブリッジ両側に単装対空砲が1基ずつ設置されている。
劇中での活躍
『機動戦士Ζガンダム』では、月面に向かうヘンケン・ベッケナーが使用した他、ジャブロー降下作戦時に複数登場している。ゼダンの門崩壊時にはティターンズの脱出艦としても運用されている。『機動戦士ガンダムΖΖ』では、同型艦がネオ・ジオン所属ゴットン・ゴーの指揮下、ガザCとガ・ゾウムを搭載し、アーガマ追撃の母艦として登場。塗装は薄青/灰色の船体、イエローのハッチ、レッドのエンジンノズル。
なお、アニメ『Z.O.E Dolores, i』第7話のゲストメカとして、本艦の設定デザインがそのまま流用されている。

#### 大型輸送機
『機動戦士Ζガンダム』に登場する地球連邦軍の後方支援用輸送機。
翼部に4基のエンジンを備え、機体胴部のほとんどはカーゴブロックである。ジャブロー基地に大量に配備されておりジャブロー放棄のさい連邦兵士が脱出のために使用した。

#### ジュピトリス
JUPITRIS
アニメ『機動戦士Ζガンダム』に登場。
地球連邦軍の資源採掘艦。熱核反応炉の主燃料であるヘリウム3採取を目的に編成された木星船団の旗艦となっている。2000mに及ぶ巨大な船体には、数ヶ月に及ぶ地球圏～木星間の航行のため居住区には重力ブロックを有し、中央部には工場ブロックが存在する。巨大なヘリウム3運搬用タンクが船外に20基設置されており、5基の核パルス推進エンジンによって航行する。また、途中で旧ジオン公国軍残党や宇宙海賊に襲われる可能性もあったので、おまけ程度ながら武装も備えており、内部工場ではモビルスーツの開発・製造も可能。
資源採取を目的とする本艦だが、宇宙世紀0087年のグリプス戦役開戦直後に木星より帰還し、艦長パプテマス・シロッコ大尉（劇場版では大佐）の一存で同戦役に参戦。指揮官であるシロッコは原隊復帰の原則を理由として、ジュピトリスのティターンズへの編入を拒否していた。これは、シロッコが自己生産能力を持つ移動基地とも言えるジュピトリスをティターンズに取り上げられることを嫌ったことや、シロッコがティターンズ=地球連邦軍とは認めていなかったことが影響している。船体が巨大であるため小回りがきかず、武装もおまけ程度しか備えていないため、本来ならば戦場の後方に配置されるべき艦であるが、最終話では戦線に赴いており、船体の各所に被弾していた。
テレビ版『Ζ』では、カミーユの乗るZガンダムにより撃破されたジ・Oに巻き込まれるかたちで艦体の一部が爆発する場面が描かれているが、シロッコ戦死後の本艦の消息については明確にされておらず、「ティターンズもエゥーゴも、地球の生命線とも言われるヘリウム3を運搬することができるこの大型艦を失うわけにはいかないので、沈没は免れているようである」とする資料がある一方、『機動戦士ガンダムΖΖ』第1話「プレリュードΖΖ」でのブライト・ノアの航海日誌0301によれば、「シロッコを倒し、ジュピトリスを沈めた我々だが、その代償はあまりにも大きかった」との言及がある。劇場版『機動戦士Ζガンダム A New Translation』では、シロッコのジ・OがΖガンダムの攻撃により爆散した際に、密着していた本艦のヘリウム3運搬用タンクにも引火・爆発したため轟沈している。
同型艦
ジュピトリスII
アニメ『機動戦士ガンダムΖΖ』に登場。 ジュドー・アーシタやルー・ルカらを乗せ、木星へ旅立つ。
OVA『GUNDAM EVOLVE../10』は、木星へ向かう本艦を舞台としている。ジュドーはZZ-GRで出撃し、亡命を希望するネオ・ジオンの要人とキュベレイMk-IIをネオ・ジオン残党軍から救出する。
ジュノーン
漫画『機動戦士ガンダム ヴァルプルギス』に登場。「往還船」と呼ばれ、ジュピトリス級であるとは明言されないが、外観はジュピトリスと同型である。0088年3月、ジュピトリス生存者のシロッコ派が組織した秘密結社「クラン」と合流し、木星で開発されていたサイコ・フレア「オルフェウス」を譲渡し、その後はクランの拠点である「嵐の庭」に停泊する。0089年9月にオルフェウスがマシロ・オークスの搭乗するオーヴェロンによって破壊されたため、クランのメンバーを乗せて木星圏への離脱を試みるが、フィオリーナ・フィリーを取り返そうとするマシロに阻まれる。搭載されていたタイタニアIIが無人で起動し、オーヴェロンをブリッジに叩きつけ、クルーのほとんどが宇宙空間に吸い出される。逃げ延びたクランの総帥ハイファンも、フィオリーナが搭乗したタイタニアIIに船外から狙撃される。
コバヤシ丸
漫画『機動戦士ガンダムF90』に登場。地球連邦軍所属でジュピトリス級の発展型。宇宙世紀0120年10月25日、火星独立ジオン軍（オールズモビル）に襲撃され撃沈。

#### テンプテーション
『機動戦士Ζガンダム』に登場する、地球とスペースコロニーの間を往復している小型シャトル。
TV版では第10話より連装砲を装備している。劇場版『Ζ』では射撃シーンはカットされている。キャプテンは一年戦争時にホワイトベースの艦長を務めたブライト・ノア。
ジャブローからサイド7へティターンズのメンバーを輸送してきたが、その後ティターンズに反対する人々を乗せてサイド7を脱出した。メッサーラに襲撃を受け漂流中に、エゥーゴの旗艦アーガマによって救助される。

#### ホウセンカ
『機動戦士Ζガンダム』に登場する、一人乗りの大気圏突入カプセル。劇中では、TV版第6話でジャブロー侵入の任務に向かうレコア・ロンドが地球降下時に使用した。劇場版では地球降下時の描かれ方が違い、ホウセンカの呼称は登場しない。

#### ワイバーン
WIVERN
雑誌企画『ガンダム・センチネル』に登場する地球連邦軍の全領域戦闘機（型式番号：FF-08GB）。
高々度から低軌道を主とした制空用の機体である。ΖplusC4型のウェイブライダー（WR）形態にGコアの機首を付けたような外観が特徴。テール・スタビレーターを宇宙機で初めて採用しており、AMBACによって従来機以上の精密な制御を可能としている。ΖプラスのWR形態などのTMSの練習機として用いられた。
バリエーション
ダガーフィッシュ (DAGGERFISH)
宇宙空間専用に改設計された機体（型式番号：FF-S4）。セイバーフィッシュの後継機として設計され、大気圏内装備は排除されているほか、胴体上部にはメガ粒子砲およびミサイルパイロンを装備したブースターパックを装備。機能を空間限定にしているため、コスト的にワイバーンおよびセイバーフィッシュより安価となっている。
クインビー (QUEENBEE)
電子戦用に改設計された機体（型式番号：FF-08WR）。戦後、ミノフスキー粒子の薄い宙域では限定的ながらも在来型の無線通信が使用可能となっているため製造された機体。電子戦装備を搭載しなおかつ扱う乗員を搭乗させるために機首を2人用に再設計、併せてテールスタビレーターを延長し同様に機器搭載、機体各部には電波妨害用の送受信アンテナを増設した。
ミスルトゥ (MISLETOE)
ワイバーンの機首を撤去し、そこにGコアとの合体用ジョイントと新設コクピットを設置した試作機（型式番号：X-08WR）。当初の目的は超音速巡航状態からGコアを分離、亜音速での格闘戦に持ち込むという構想であったが帰還時の問題が解決できず、3度のフライトののち空間戦用に改装。分離合体方式のTMS用訓練機とされ後年まで重宝された。

## U.C.0093 - 0096（第二次ネオ・ジオン抗争、ラプラス事変）
この節では『機動戦士ガンダム 逆襲のシャア』及び『機動戦士ガンダムUC』に登場した艦について扱う。

### ゼネラル・レビル
GENERAL REVIL
『機動戦士ガンダムUC』及び劇場アニメ『機動戦士ガンダムNT』に登場。地球連邦宇宙軍地球軌道艦隊の旗艦であるドゴス・ギア級宇宙戦艦（2番艦）。艦長はマセキ・ダンバエフ大佐。一年戦争を勝利に導いた英傑、レビル将軍の名を冠する。ラプラス事変においてネェル・アーガマの捜索、ユニコーンガンダム確保のために、参謀本部を通じてビスト財団に一時的に掌握され実戦任務に配置される。
ドゴス・ギア級の一艦に数えられてはいるものの、その艦形は1番艦のドゴス・ギアから大幅に設計変更が行われて大型化されており、全長630m・最大幅200m以上に及ぶ威容となったことから、連邦宇宙軍史上最大級の戦艦に数えられる。運用人員は1,500人強。巨大な艦橋構造部を聳えさせる船体と、モビルスーツ格納庫の役割を果たす4つのモジュールから構成され、前方に突き出した4本のカタパルト・デッキが艦首を形成している。MS搭載数は4個大隊計48機、兵装もラー・カイラム級機動戦艦と同型のメガ粒子砲塔を映像から確認できるだけで連装10基、単装2基以上搭載しており、その他にもビーム攪乱幕ミサイルランチャーや拡散ミサイルランチャーを装備している。
アニメ版『UC』では宇宙世紀0096年5月2日、宇宙に上がってきたガランシェールとそれを迎えたネェル・アーガマをMS隊と共に襲撃するが、ネオ・ジオン残党軍「袖付き」のシナンジュとローゼン・ズールの攻撃に遭って翻弄され、多数のMSを無力化された上に艦自体にも損傷を受けて撤退する。その後は5月4日にメガラニカ近傍宙域に展開し、メガラニカ制圧を狙ってMS隊を発艦させるが、そのMS隊をユニコーンガンダム（1号機）の放ったサイコ・フィールド（人工物の分解）によってジェネレーターを停止させられたことで、作戦を断念する。
『NT』では、宇宙世紀0097年に「袖付き」残党部隊（に偽装したジオン共和国軍の「不死鳥狩り」介入部隊）の殲滅任務を命じられた特別混成艦隊の旗艦として登場。新サイド6のヘリウム3備蓄基地において残党部隊の母艦であるグルトップを攻撃するが、IIネオ・ジオングによってMS隊を次々と撃墜される。艦隊各艦と共にガスタンクごとグルトップを攻撃することで、発生したガス爆発に巻き込む形でグルトップは撃沈したものの、IIネオ・ジオングがサイコ・フィールドによって起こしたヘリウム3の臨界爆発に巻き込まれ、僚艦もろとも撃沈される。
小説版『UC』ではオブザーバーとしてアルベルト・ビストが乗り込んでいる。本作の記述によると、ドゴス・ギア級は全4隻の建造が計画されていたが、ティターンズの崩壊に伴い、グリプス戦役当時は1番艦（ネームシップ）1隻のみが建造されたに留まっている。だが、宇宙世紀0100年に予定されるサイド3の自治権返上と連邦軍再編計画の実施という時代の流れの中で、新たな連邦軍の象徴を求める気運が高まった結果、ドゴス・ギア級にスポットが当てられることとなり、2年の歳月を費やし建造され公試運転にこぎ着けている。しかしながら、進宙式は未実施で、その後の動向は不明とされている。その後、参謀本部を通じてビスト財団によって掌握され、アルベルト・ビストをオブザーバーとして迎え、リディ・マーセナスをパイロットとしたユニコーンガンダム2号機 バンシィの母艦としてネェル・アーガマを追う。

### アンヴァル
AONBARR
漫画『機動戦士ガンダムU.C.0096 ラスト・サン』に登場する宇宙世紀0096年にてサイド7宙域で行われる式典用として建造されたミノフスキー・クラフト搭載艦。
ホワイトベースを意識した形状とカラーリングだが、あくまで非武装の輸送艦である。各部には旧式艦船の規格品を改良流用しており、その航続性能は新型艦に引けを取らない。

### アーレイ・バーク級ミサイル駆逐艦
アニメ版『機動戦士ガンダムUC』に登場。
宇宙世紀以前から就役しているイージス艦で、宇宙世紀0096年においても海上保安を担っている。劇中ではトリントンの港に停泊している。

### ジュノー級潜水艦（0096）
アニメ版『機動戦士ガンダムUC』他に登場。小説版とは設定が異なる。
艦橋付近を除いてユーコンとは形状が異なる。水陸両用MSのドックが艦首に2基、予備として艦尾に1基あり、それぞれ上下に円形のハッチを持つ。発進時には各ドックに注水後、ハッチを開放する。武装はユーコン同様のVLSが8基確認できるが詳細不明。「ボーンフィッシュ」という名の艦は艦橋に「E-507」の番号が確認できる。なお、「ボーンフィッシュ」という艦名同様、福井の小説『終戦のローレライ』に架空の潜水艦「伊507」が登場する。
デザインは常木志伸。
ep4では「ボーンフィッシュ」が珊瑚海でジオン公国軍残党の水陸両用MS・MA部隊の襲撃を受け、アクア・ジムを発進させるが、シャンブロの攻撃により撃沈されている。
漫画『機動戦士ガンダムUC バンデシネ』では、小説版と同様に太平洋中央部の赤道直下でシャンブロの襲撃に遭い撃沈されている。艦名は書かれず、アクア・ジムも発進しない。
同型艦
ランブルフィッシュ
漫画『機動戦士ガンダムF90 ファステストフォーミュラ』に登場。宇宙世紀0112年にラブラドル海域でガンダムF90（2号機）Mタイプのテスト母艦として運用される。

### エルキャック
LCAC
小説『機動戦士ガンダムUC』に登場するMS用のエア・クッション型揚陸艇。
ホバー式の水上・陸上両用型のサブフライトシステムで、MS1機を搭載可能。前方右側に有人操作用のコクピットもある。
作中ではダカール港警備のジムIIIや、警備隊から借り受けたラー・カイラム所属のジェスタが使用している。

## U.C.0123（コスモ・バビロニア建国戦争）

### サウザンス・ジュピター
劇場アニメ『機動戦士ガンダムF91』に登場予定だった木星船団の超大型宇宙輸送艦。ジュピトリス級とは外観が異なる。1隻でクロスボーン・バンガードが2年間戦えるだけのヘリウムを積んでいたとされる。
漫画『機動戦士ガンダムF91プリクエル』では、3月16日にサイド4コロニー「フロンティアI」から出港したサナリィの実験艦「ラフィン・ブル」および練習艦「スペース・アーク」とすれ違う。

## U.C.0153（ザンスカール戦争）
以下は『機動戦士Vガンダム』に登場した地球連邦軍およびリガ・ミリティアのものを扱う。リガ・ミリティアは厳密には地球連邦軍ではないが、劇中では完全な協力関係にあり、区別も希薄であるため、ここに記載する。

### カミオン
CAMION
アニメ『機動戦士Vガンダム』に登場する、リガ・ミリティアがヴィクトリーガンダムの輸送に使用していた大型トレーラー。宇宙世紀においては珍しいガソリンエンジン駆動で不整地走行も可能だが、装輪車であることから舗装路において真価を発揮する。
車幅が4mにもおよぶため、6名x2列の計12名分ものシートと、流し台や冷蔵庫、電子レンジまでもが備え付けられており、移動基地的な使用法にも耐えられるだけの装備を有している。
カミオンには主にハンガー、ブーツなどのパーツを組み込み、コア・ファイターは『コア・ファイター・キャリアー』と呼ばれるカミオンの半分程度の専用トレーラーに乗せ、カミオンでけん引して運用した。
基本的には非武装だが、ルーフにミサイルランチャーや機関砲を設置したり、さらにはMS用の装備を荷台に設置して使用することもあった。
劇中では序盤から登場、オイ・ニュング伯爵をはじめVガンダム開発の主要メンバーが搭乗していた。Vガンダムを輸送しつつヨーロッパ各地を転戦したが、カミオンのクルーはべチエンでロベルト・ゴメスの操縦する輸送機に乗り替えたため、以降は登場しない。

### セッター
SETTE
アニメ『機動戦士Vガンダム』、漫画『機動戦士クロスボーン・ガンダム 鋼鉄の7人』に登場する、地球連邦軍のモビルスーツ支援機（サブフライトシステム）（型式番号：CS-H926）。『Vガンダム』では主としてリガ・ミリティアによって使用された。
アナハイム・エレクトロニクス社が開発し、宇宙世紀100年前後から実戦配備された。MSダウンサイジングの只中に設計されたので、20m級と15m級の両対応となっているのが最大の特徴。また、フラットな機体形状をいかして、車両なども運搬できるなどマルチプルな機体である。
半円状の機首部と尾部が細長い胴体で連結され、胴体の左右には板状のMS搭載部がある、大まかに言えば小判型の構造である。板状部は機首部の後端に連結されており、MS搭載時は後半が水平を保ったまま前半が下に折れ曲がる。半円部に重力低減浮揚装置＝ミノフスキー・クラフトを搭載。機首部は操縦席。尾部に推進用のプラズマ熱ジェットエンジン2基が搭載されている。
U.C.0090年代までの20m級モビルスーツは、連結胴体にまたがるように搭載される。0100年代以降の15m級の場合は、胴体の左右に1機ずつ2機の運搬が可能である。さらに左右に箱乗りする形で合計4機搭載したこともある。
サブフライトシステムは、その元祖とも言えるドダイYSが土台によるように、慣例的に日本語に由来したものがつけられることが多く、本機の名称も日本の履物である雪駄に由来する。

### ホワイトアーク
WHITE ARK
アニメ『機動戦士Vガンダム』に登場する、リガ・ミリティアの大気圏内外両用艇。大気圏離脱には追加ブースターやマスドライバーによる加速を必要とするが、ビームシールドによる大気圏突入、ミノフスキークラフトによる重力下飛行が可能。
全長32メートルと小型でMSは格納出来ないが、船体左右の4枚の翼と専用グリップによって4機のMSを搭乗させ、運用することが出来る。ただし大規模な整備や修理は他の大型艦艇に頼ることになる。戦闘時にはブリッジと後部のMS専用グリップを格納して、艦首のメガ粒子砲を展開する。他の武装として4連装×2基のミサイルランチャーがある。
劇中ではザンスカール本国襲撃後、リーンホースJr.がマケドニアコロニーから脱出する際に月のリガ・ミリティアからの補給としてハイランドの家族や子供たちによってV2ガンダムとともに持ち込まれた。そのままリーンホースJr.に合流し、リガ・ミリティアの別動隊としてウッソ・エヴィンら子供達とマーベット・フィンガーハットによって運用された。月面での地球浄化作戦開始の阻止に失敗後、モトラッド艦隊を追って大気圏に突入し、地球浄化作戦ではリーンホースJr.とともにザンスカールと地球連邦の停戦協定締結まで各地を転戦した。停戦協定締結後に子供たちがカサレリアに寄るため艦隊を離れ単艦行動を行うが、その際にリシテア級「M」を駆るドゥカー・イクの部隊やマチス・ワーカー率いる残党部隊と交戦し撃破している。ラゲーン基地でブースターを装着し再び宇宙へ戻り、ハイランドでムバラク艦隊と合流してエンジェル・ハイロゥ攻略戦に参加する。攻略戦のさなか、単艦で流されリガ・ミリティア本隊とはぐれたため資材運搬船に偽装し、エンジェル・ハイロゥ宙域の前線基地「ブルー3」へと潜入、近衛師団と戦闘にはいるもこれを退けて本隊に合流している。エンジェル・ハイロゥをめぐる最終決戦では戦場の中でウッソ達のサポートを行い、最後まで戦い抜いた。リガ・ミリティアの艦艇では数少ない生き残りとなった。